# Brüsszel

Brüsszel város közigazgatási területének elhelyezkedése Brüsszel fővárosi régión belül

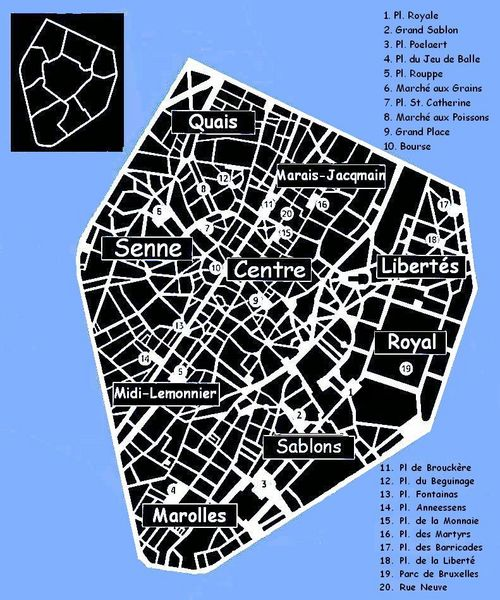
Brüsszel belvárosi magja, a Pentagon (ötszög)

Brüsszel városa (franciául: Bruxelles-Ville vagy Ville de Bruxelles, hollandul: Brussel-stad vagy Stad Brussel) Belgium, valamint Flandria fővárosa, az EU és a NATO székhelye. Brüsszel város egyben a Brüsszel fővárosi régió közepén található önkormányzat, alapfokú közigazgatási egység, azaz „község” is, amely magában foglalja a település történelmi központját. A „Brüsszel város” megnevezést elsősorban az önkormányzat, a régió és a tágabb értelemben vett „Brüsszel” közötti félreértések elkerülése végett használják. A várost nem szabad összekeverni a Brüsszel fővárosi régióval, amely Belgium három önálló régiója közül az egyik, és amelynek Brüsszel város csak egy része. Míg magának a városnak 176 124 lakosa volt 2015. október 1-én, a hozzá tartozó régióval együtt több mint egymillió lakosú városi övezetet alkot.
A belga alkotmány 194. bekezdése értelmében Brüsszel városa Belgium fővárosa és a szövetségi kormány székhelye. Ezért szokásos azt a megkülönböztetést tenni, hogy a de jure főváros az Brüsszel városa, de facto azonban a fővárosi funkciókat, illetve a nemzetközi intézmények székhelyi szerepét az egész fővárosi régió együtt látja el. (A NATO központi hivatala például Brüsszel szűken vett városi területén kívül, a fővárosi régió Evere kerületében található).
Brüsszel város és Brüsszel régió helyzete némileg hasonlít a City of London és Nagy-London viszonyához. A brüsszeli városmag terjeszkedését azonban később fagyasztották be, mint a londoni City-t, ezért a történelmi városmag mellett ma Brüsszel város közigazgatási részei lettek Laken, Neder-Over-Heembeek és Haren települések, illetve az Avenue Louise környéke és a Bois de la Cambre-Ter Kamerenbos erdő is.
2015. október 1.-jén a város 176 124 lakosa közül 39 066 külföldi volt az Európai Unióból, 24 691 külföldi az EU-n kívülről, összesen 163 nemzetiség képviselői. A város területe 32,61 km², ennek megfelelően a népsűrűség 5322 fő/km².
A köznyelv általában a „Brüsszel” szó jelentésébe beleérti a többi 19 önkormányzatot is, amelyek együttesen alkotják a Brüsszel fővárosi régiót, sőt a Brüsszel megnevezésbe időnként beleértik még a fővárosi régión kívül eső, flandriai peremtelepülések egy részét is, ahonnan a lakosok nagy többsége Brüsszelbe ingázik (mint például Zaventem, Wezembeek-Oppem, Machelen).

## Nevének eredete
A település neve eredetileg frank nyelvjárásban Bruocsella volt, ami később Broekzele lett (Broeklanden aan de Zenne, vagyis szó szerinti fordításban „település a mocsárban”).

## Nyelvhasználat
Brüsszel eredetileg flamand nyelvű település volt. Belgium függetlenné válása után az uralkodó osztály nyelve a francia volt, és a fővárosban egyre erősödött a francia nyelv szerepe. A 20. században a flamand területek gazdasági fejlődésének meggyorsulásával ez a tendencia lefékeződött, de Brüsszel addigra már túlnyomórészt francia nyelvű lett.
Brüsszel és az egész fővárosi régió hivatalosan kétnyelvű, azaz a francia és a holland nyelv egyenjogú. Minden ügyintézést mindkét nyelven biztosítani kell a polgároknak. A helyneveket, utcaneveket mindkét nyelven fel kell tüntetni, és nem lehet különbséget tenni aszerint sem, hogy melyik nevet tüntetik fel elsőként, ezért váltakozva szerepeltetik első helyen a francia, illetve holland elnevezést. A külföldiek számára ez zavaró lehet.
Brüsszel város Brüsszel fővárosi régió része, amely utóbbi enklávéként ékelődik a flandriai régióba. A környező településeken ezért már a holland a hivatalos nyelv. A nyelvi viták Belgiumban gyakoriak és komoly politikai tartalmuk is van.

## Fekvése
A település a korai középkorban a Senne folyó (hollandul Zenne) és mellékvizei mocsaras völgyében alakult ki. A folyó összeköti a várost a tengerrel, és a 19. századig komoly közlekedési jelentősége is volt.

## Brüsszel város részei
A szűkebb értelemben vett Brüsszel város területéhez a következő városrészek tartoznak:
- a történelmi városrész, amely többé-kevésbé a korábbi városfalak közötti területet jelenti (Brüsszel korban második városfala, amely a 14. században épült). Ma a városfal helyén az R20 jelű Petite ceinture (kiskörút) helyezkedik el. A városrész meglehetősen szabályos ötszög alakja miatt a neve franciául informálisan Le Pentagone vagy Cœur de Bruxelles („Brüsszel szíve”). A terület postai irányítószáma 1000.
- a 19. század végén és a 20. század elején a történelmi városmaghoz csatolt területek:
  - északon 1853-ban, a Saint-Josse-ten-Noode község csődje után a brüsszeli városvezetés felvásárolta az önkormányzat területének felét és saját irányítása alá vonta. Ma a "Quartier Nord" (északi kerület) néven ismert résznek ugyanaz a postai irányítószáma (1040), mint Etterbeek-nek.
  - a városmagtól délre 1860-ban 123 hektárt csatoltak el a forêt de Soignes néven ismert erdőségből, hogy létrehozzák a Bois de la Cambre néven ismert parkot. A parkot angol mintára alakították ki, és hamarosan a város arisztokratáinak kedvelt kirándulóhelye lett. Ezzel egyidőben alakították ki az Avenue Louise sugárutat, amely a városközpontot kötötte össze a parkkal és amely ma két részre osztja Ixelles-t.
  - a városmagtól keletre 1880-ban a hadsereg egy korábbi gyakorlóterét, amely Etterbeek-hez tartozott, elcsatolták, hogy létrehozzák a Parc du Cinquantenaire/Jubelpark néven ismert parkot (a belga monarchia fennállásának 50. évfordulójára). A parkban múzeumokat alakítottak ki, a belváros és a park közötti területen pedig ma az Európai Unió intézményei találhatók.
  - északon 1921-ben olvasztották be Brüsszel városába a korábban önálló Laeken, Neder-Over-Heembeek és Haren településeket.

### Le Pentagone

#### Le Quartier du Centre(„Központi negyed”)
Ez a körzet az île Saint-Géry közepén található, amely a Senne folyó egyik szigete volt és ahol 979-ben építettek egy várat. Ma Halles Saint-Géry (egy régi piac) körül a város egyik legdivatosabb kerülete alakult ki. A kerületben itt-ott (pl. a Magyar Kulturális Intézet épületének alagsorában) még fellelhetők az első brüsszeli városfal maradványai, amelyeket a Senne folyón kialakított kikötő köré építettek a 12. sz.-ban. Itt épült a brüsszeli püspökök első temploma, amelynek helyén ma a Szent Mihály és Szent Gudula-székesegyház áll. Megtalálhatók még a Coudenberg hercegi palota maradványai is a Quartier royal kerületben. A kerület középpontjában a Grand-Place (Brüsszel), az l’Îlot sacré (egy régi városrész, amelyet már többször le akartak rombolni), Galeries royales Saint-Hubert fedett bevásárlóutca, a Bourse (tőzsde) és környéke (utóbbit egy 1238-ban épült kolostor helyére építették és amelynek maradványai ma is láthatók).

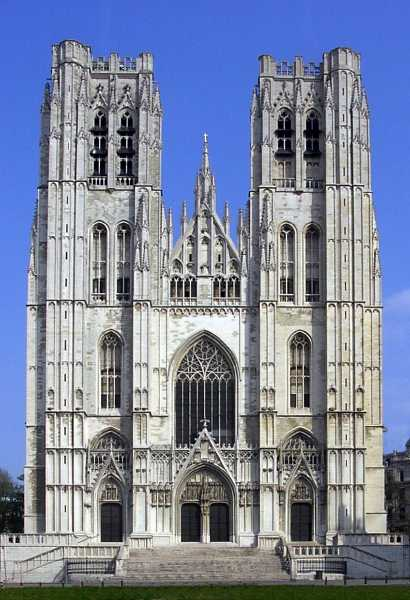
Szent Mihály és Szent Gudula-székesegyház
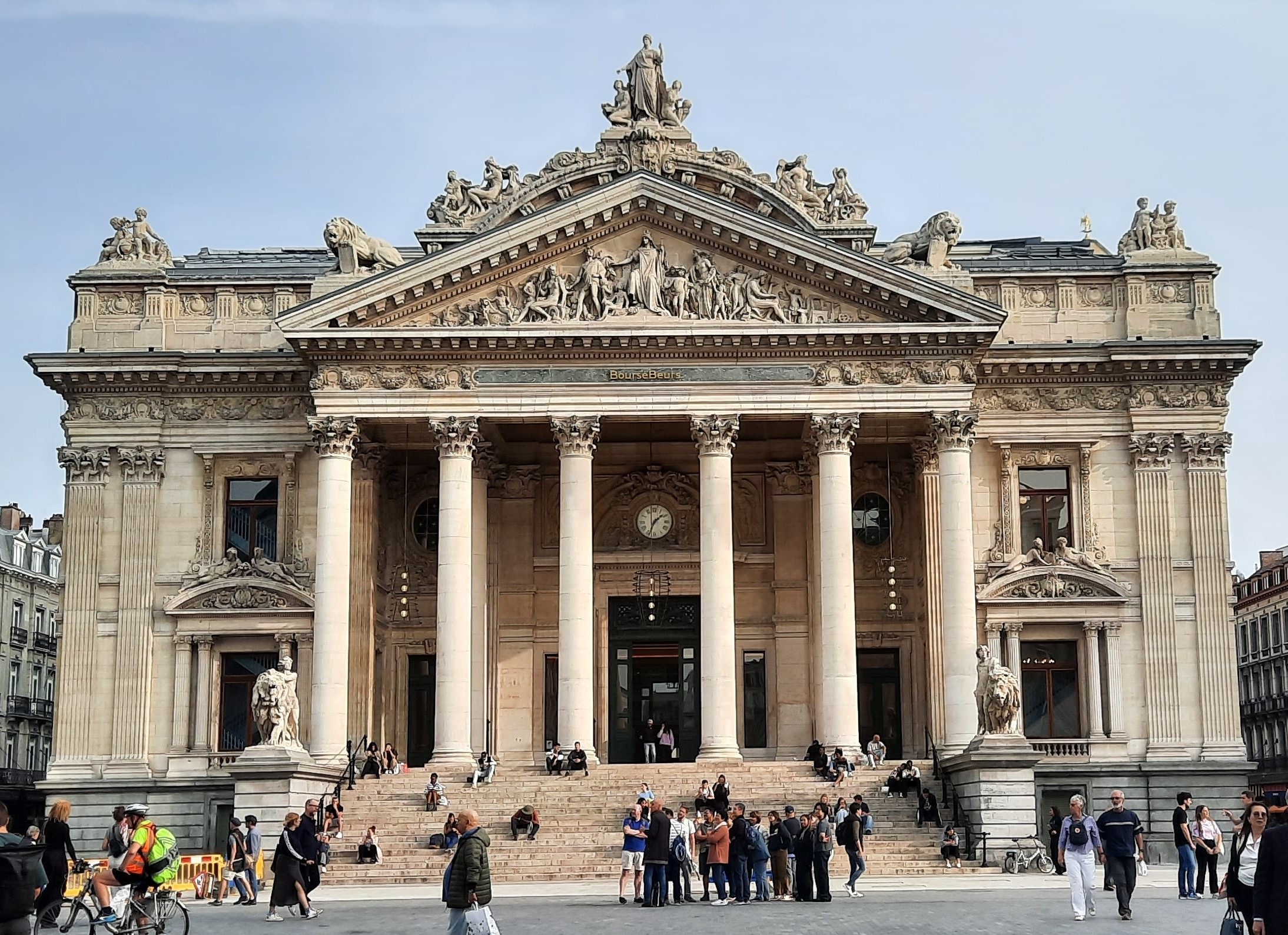
A brüsszeli tőzsde épülete
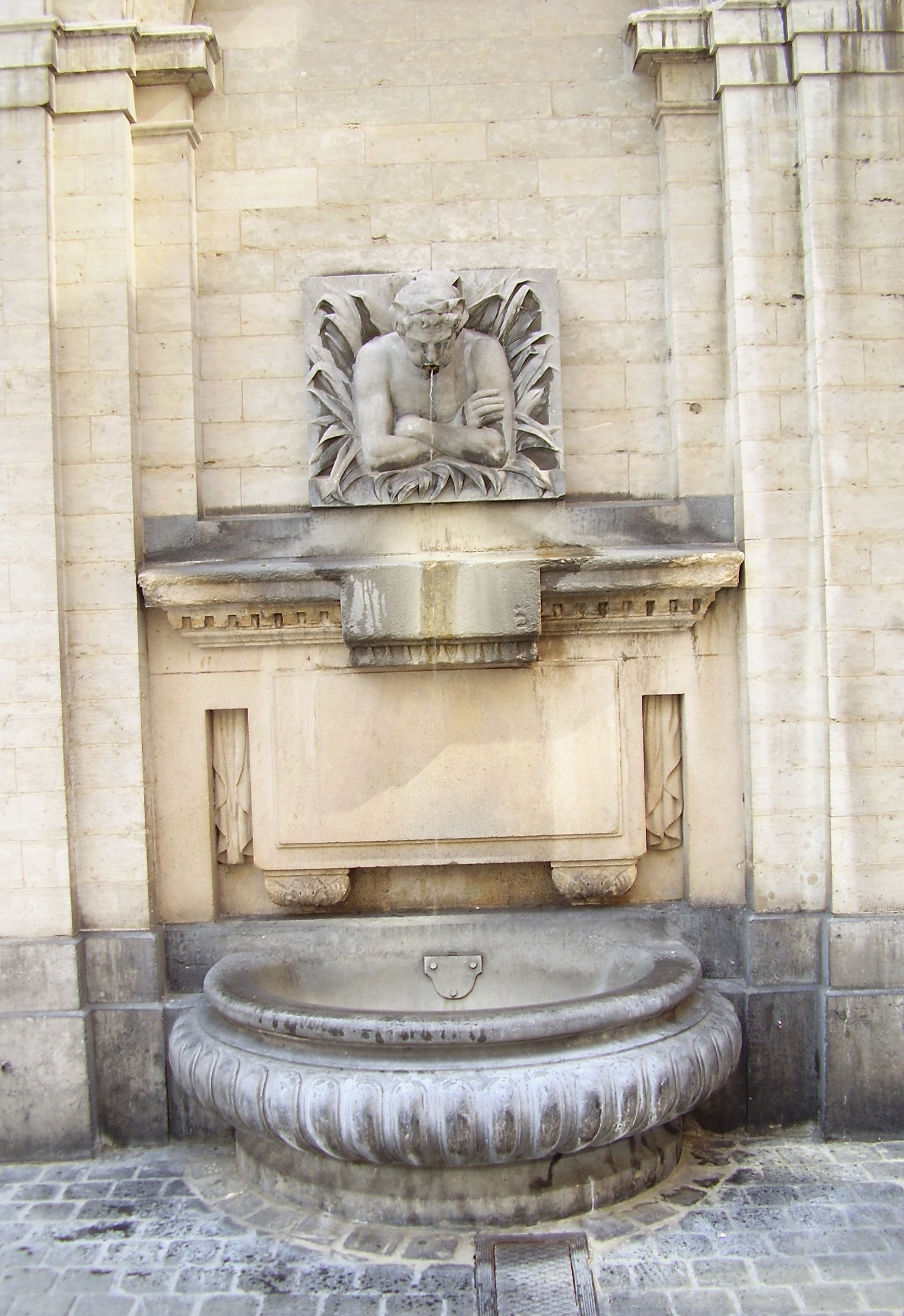
Szökőkút

#### Le Quartier Royal(„Királyi negyed”)
A kerület nevét az itt található Place Royale térről kapta, amelyet Károly Sándor lotaringiai herceg építtetett a Coudenberg-hegyen, a Coudenberg hercegek korábbi palotája helyére. Másrészt itt található a belga királyok városi rezidenciája, a Parc de Bruxelles mellett, a parlament épületével átellenben. A központ felé található a Brüsszel Central/Centraal pályaudvar, a Mont des Arts kerület, valamint a Belga Királyi Könyvtár, a Királyi Szépművészeti Múzeum és intézményei, a Bellevue Múzeum, valamint a BOZAR néven ismert művészeti központ.

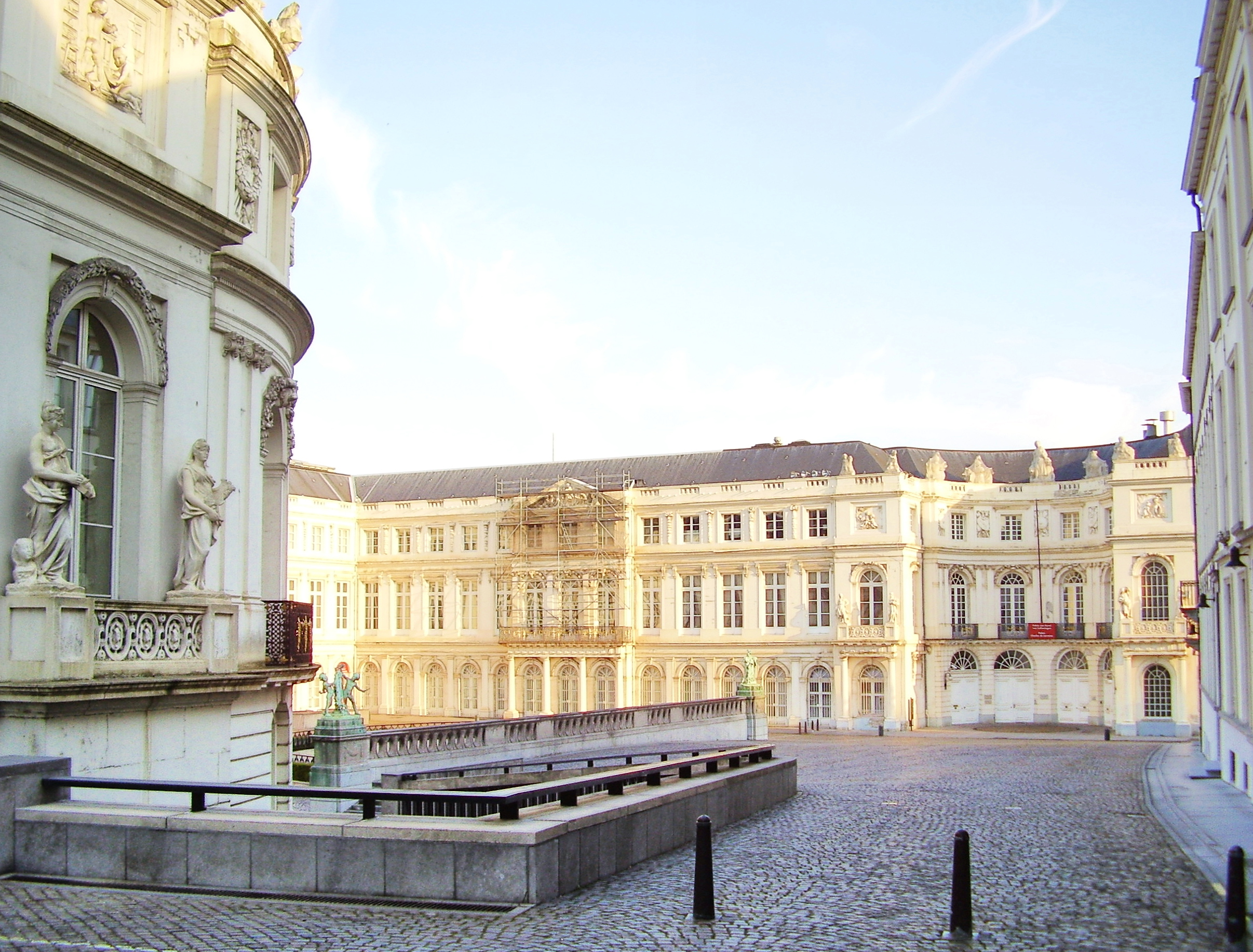
Place du Musée
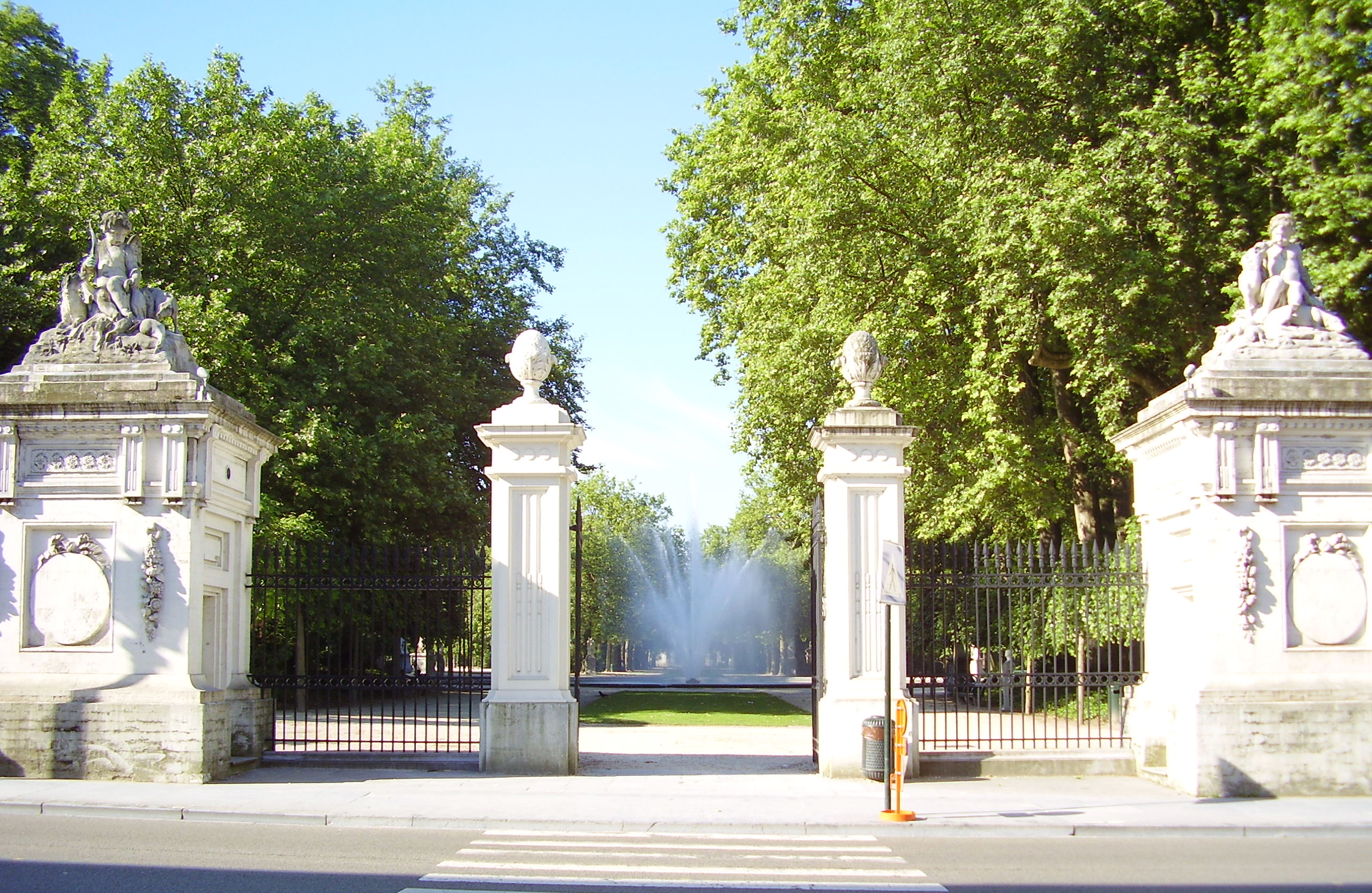
Parc de Bruxelles
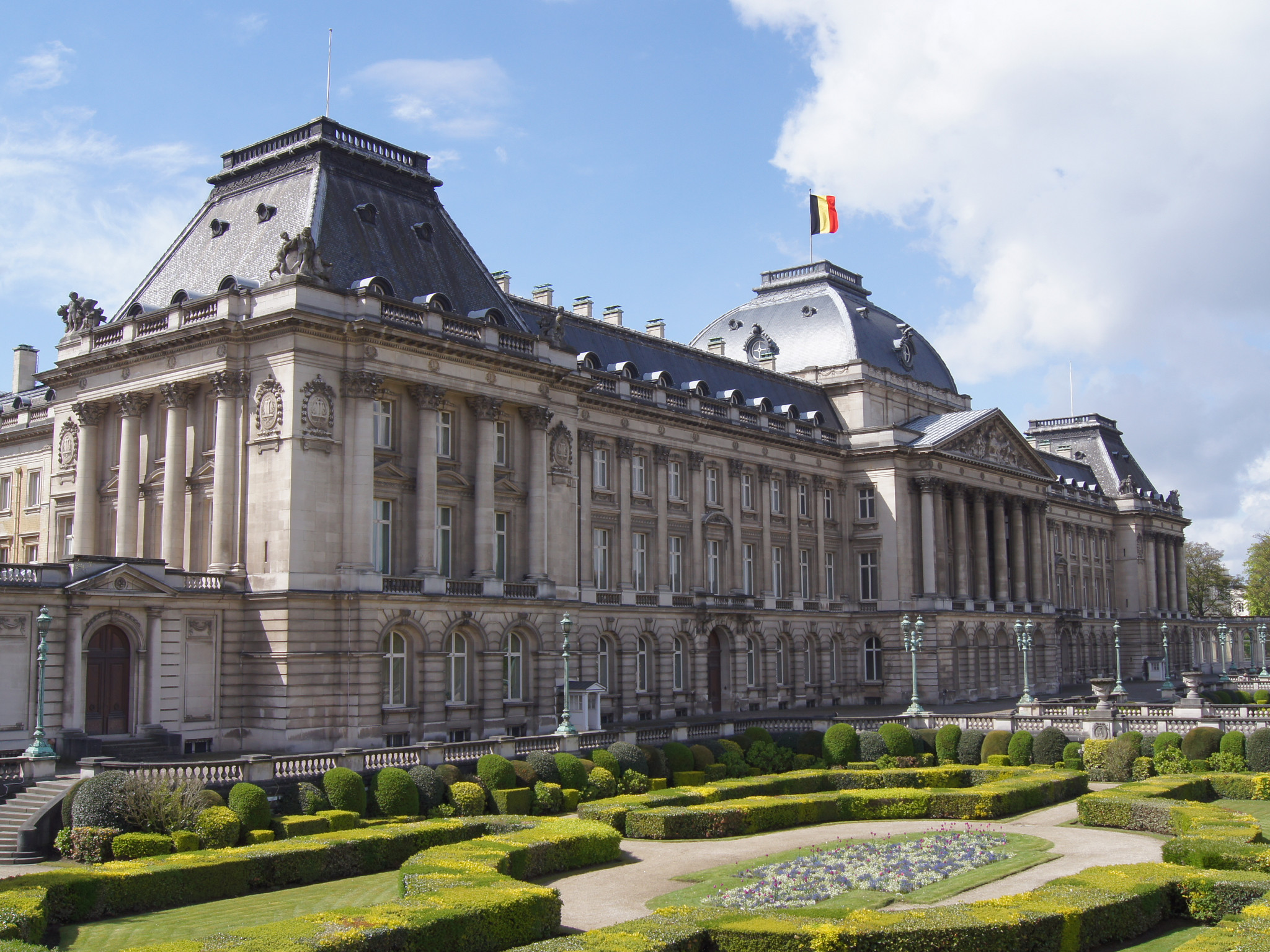
A királyi palota
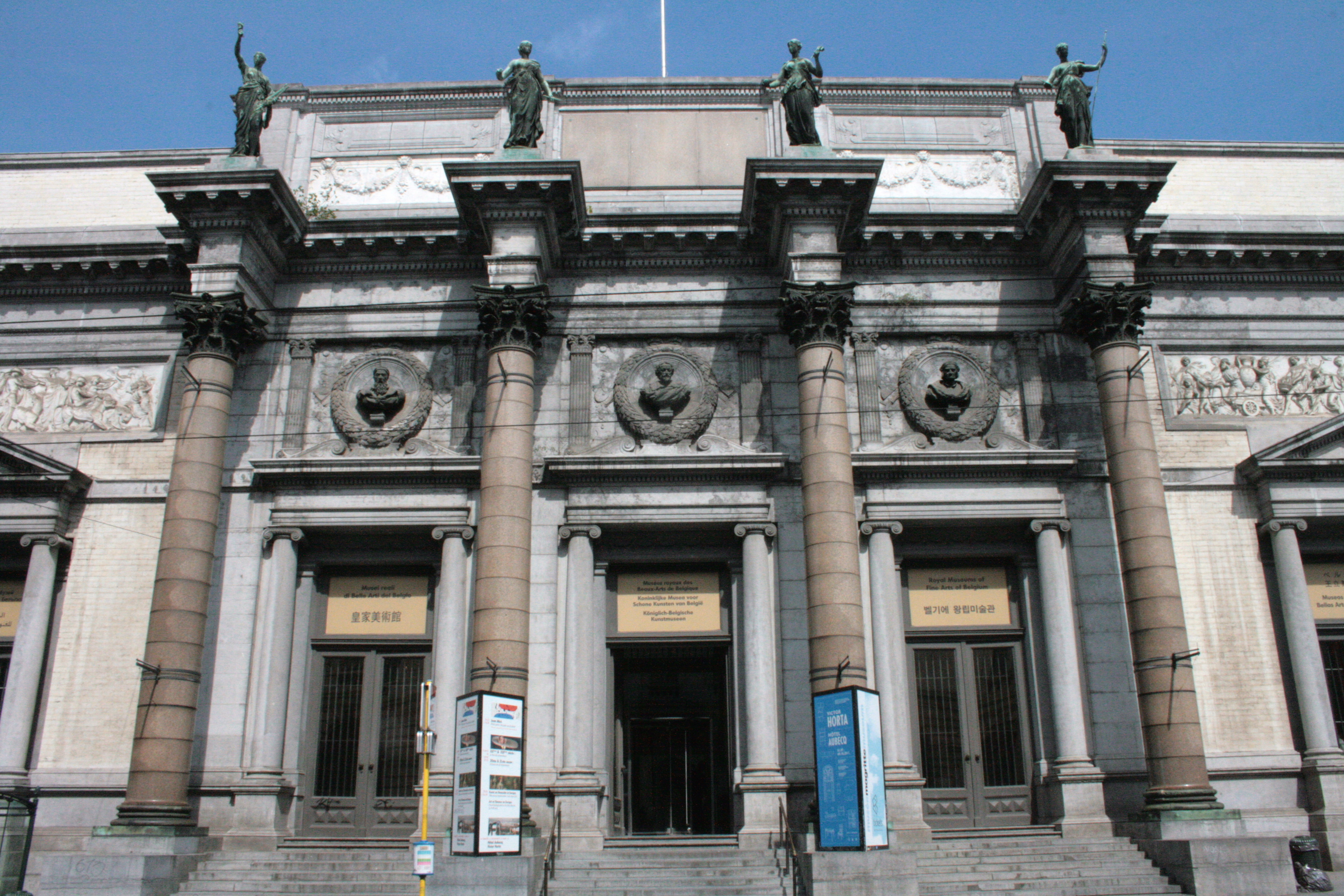
Királyi Szépművészeti Múzeum
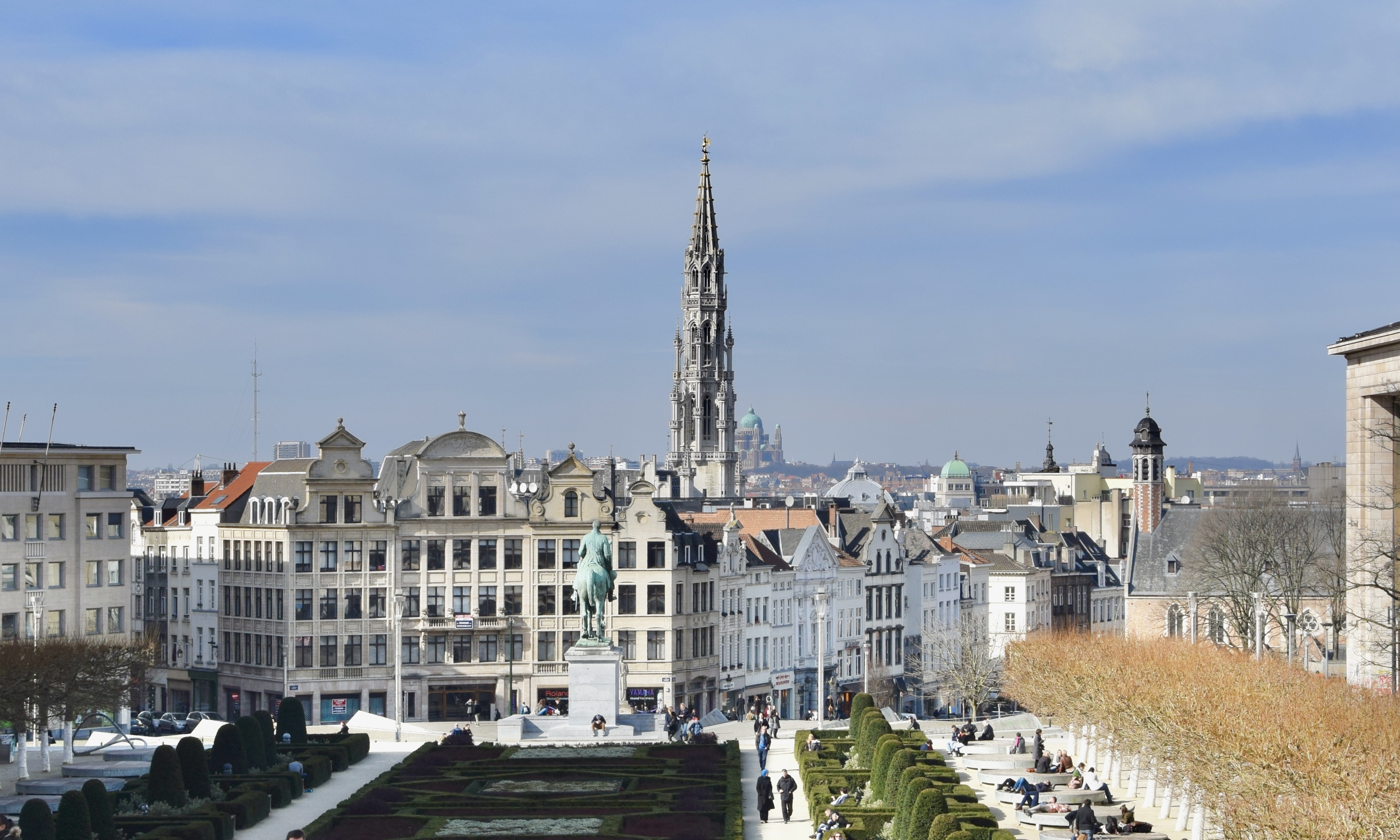
Mont des Arts
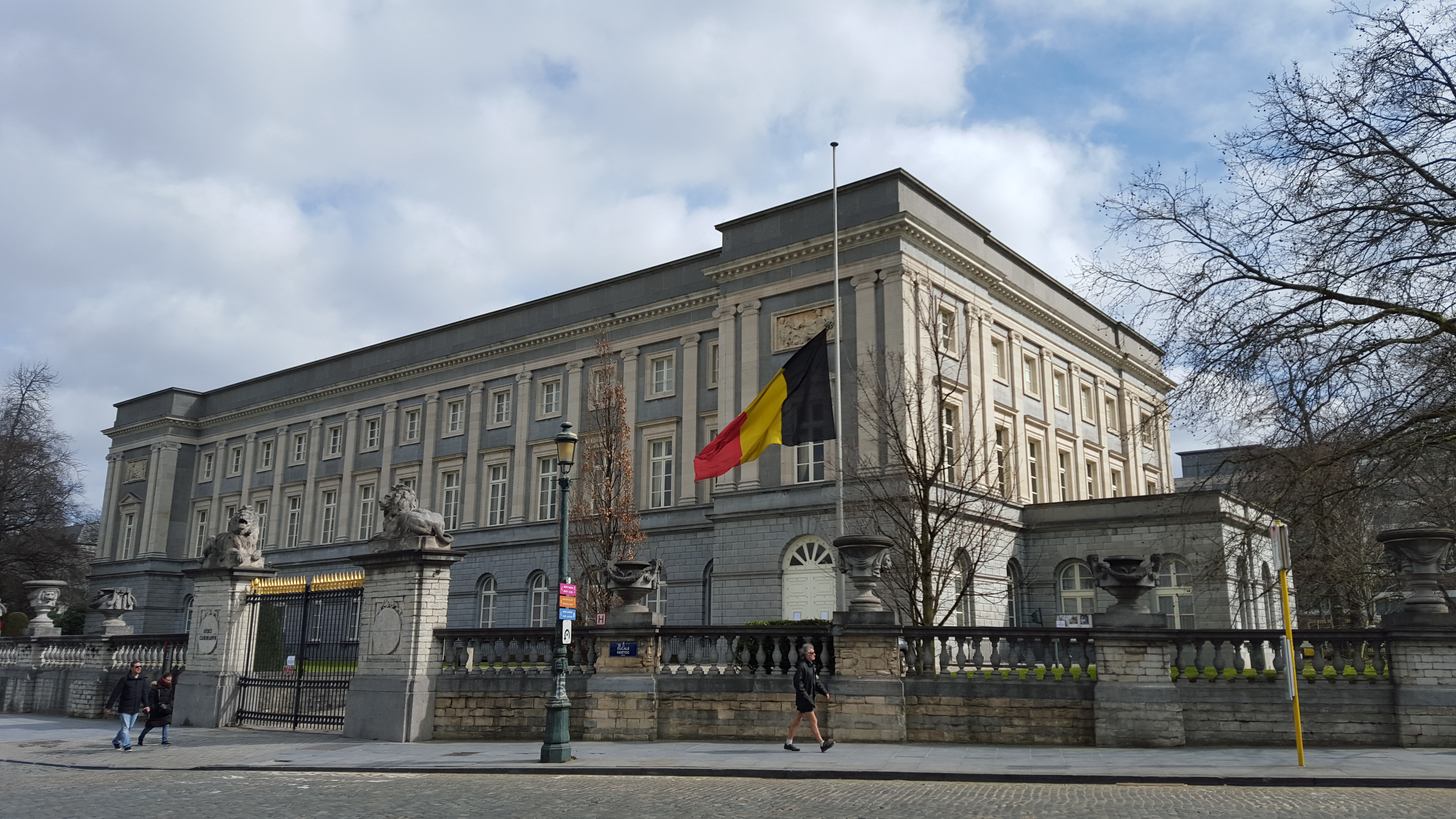
Le palais des académies

#### Le Quartier des Sablons
A Place royale-tól a rue de la Régence vezet keresztül a Petit et Grand Sablon néven ismert kerületeken, amelyek elsősorban a régiségboltokról és a vasárnaponként tartott régiségvásárról ismertek. A régiségek mellett divatos galériák, előkelő csokoládéboltok és más érdekességek várják a látogatókat. Itt található még a Maison du Peuple (hollandul: Volkshuis) szecessziós stílusú épület, amelyet Victor Horta tervezett, illetve a Palais d'Egmont, valamint a királyi konzervatórium épülete.

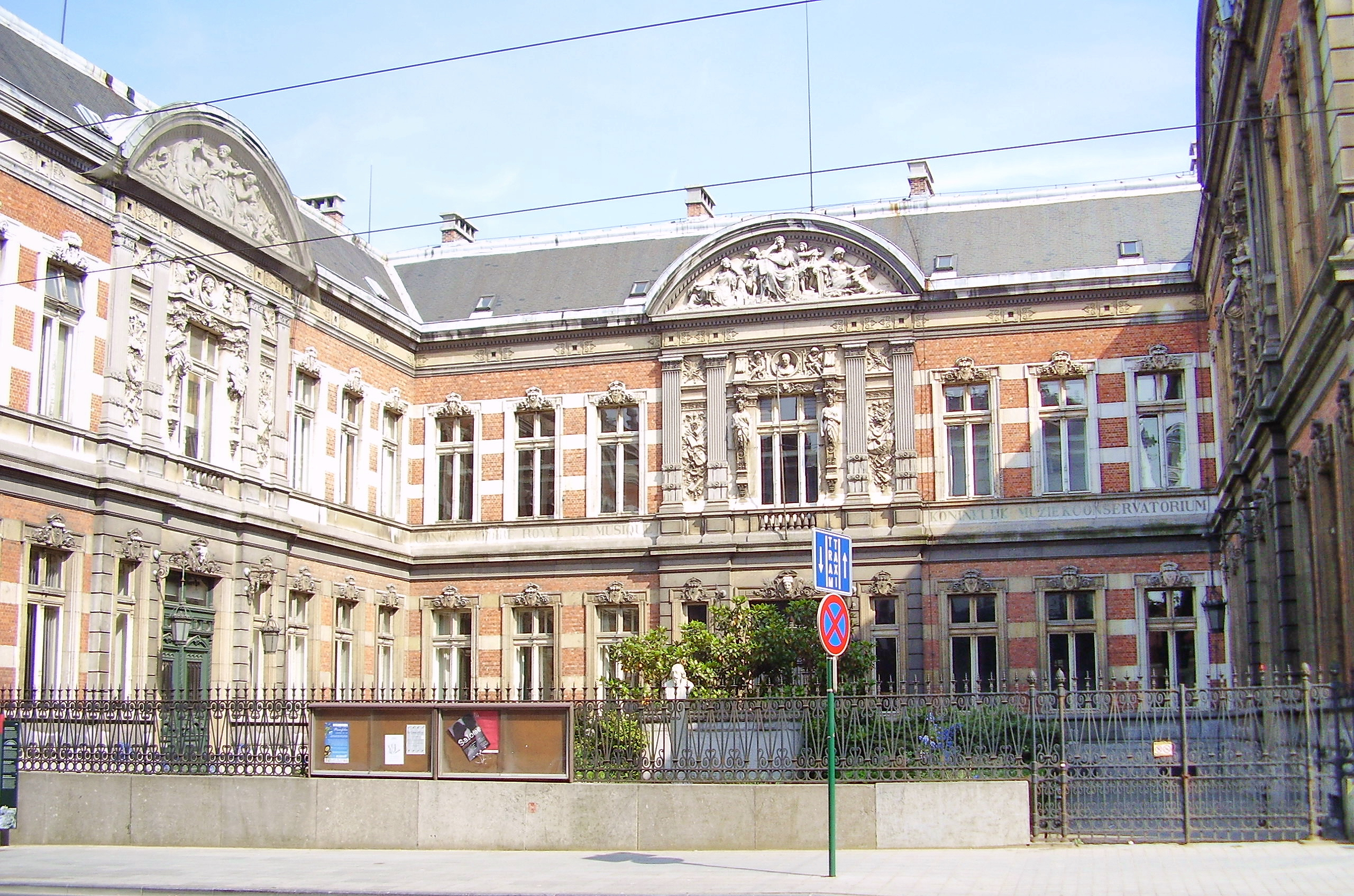
A királyi konzervatórium
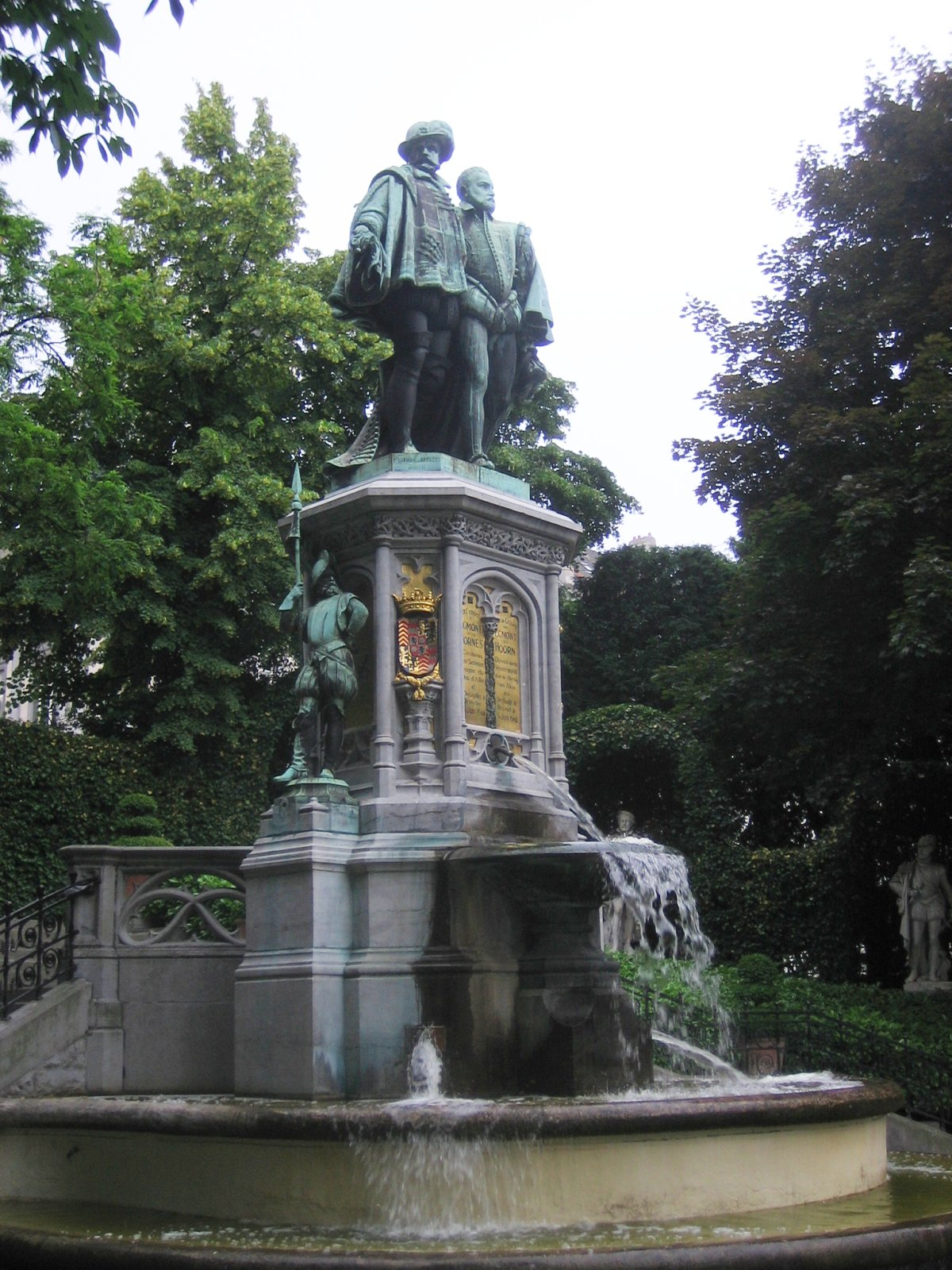
Szökőkút a Petit Sablon téren
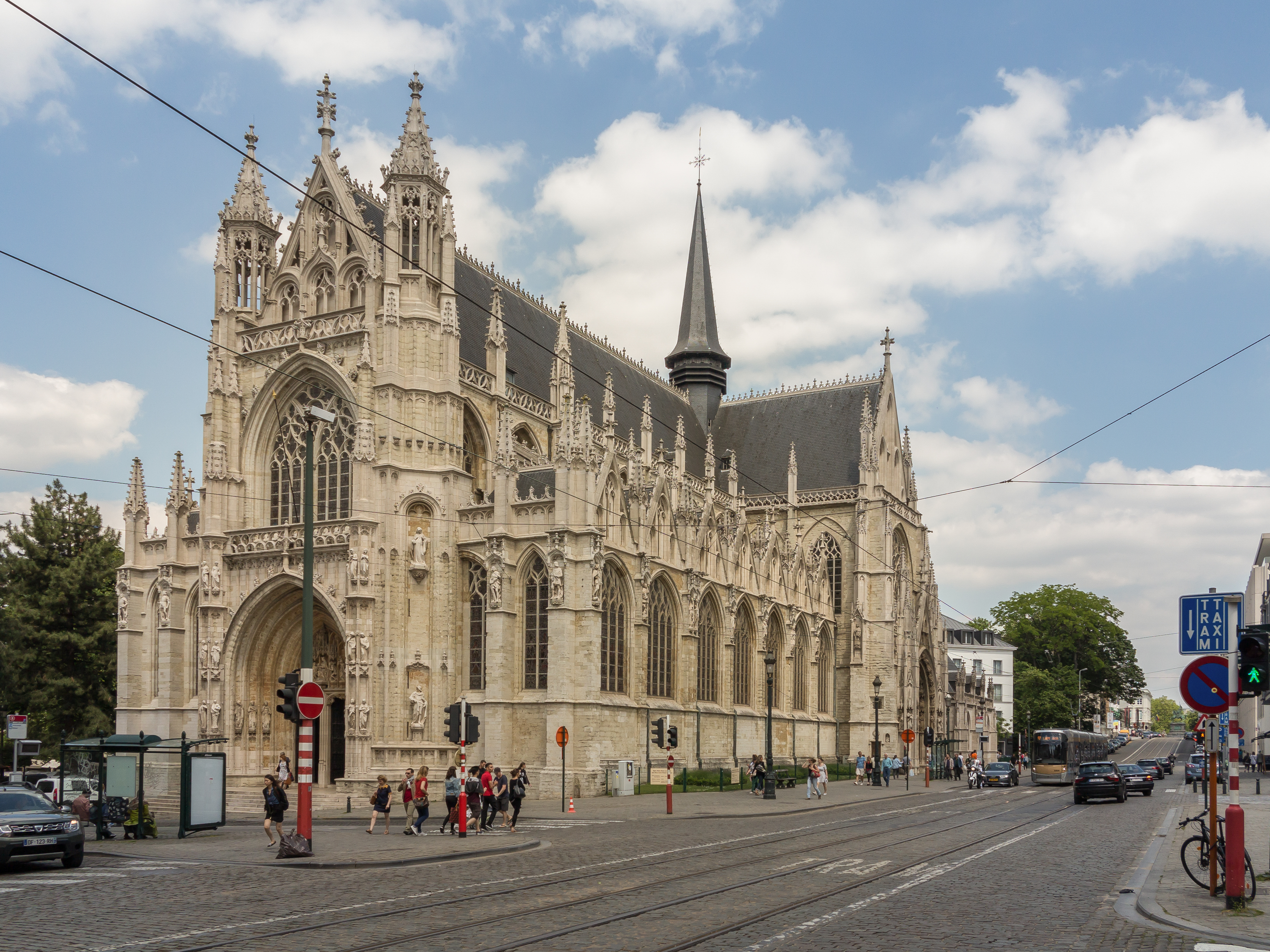
Notre Dame du Sablon

#### Le Quartier des Marolles

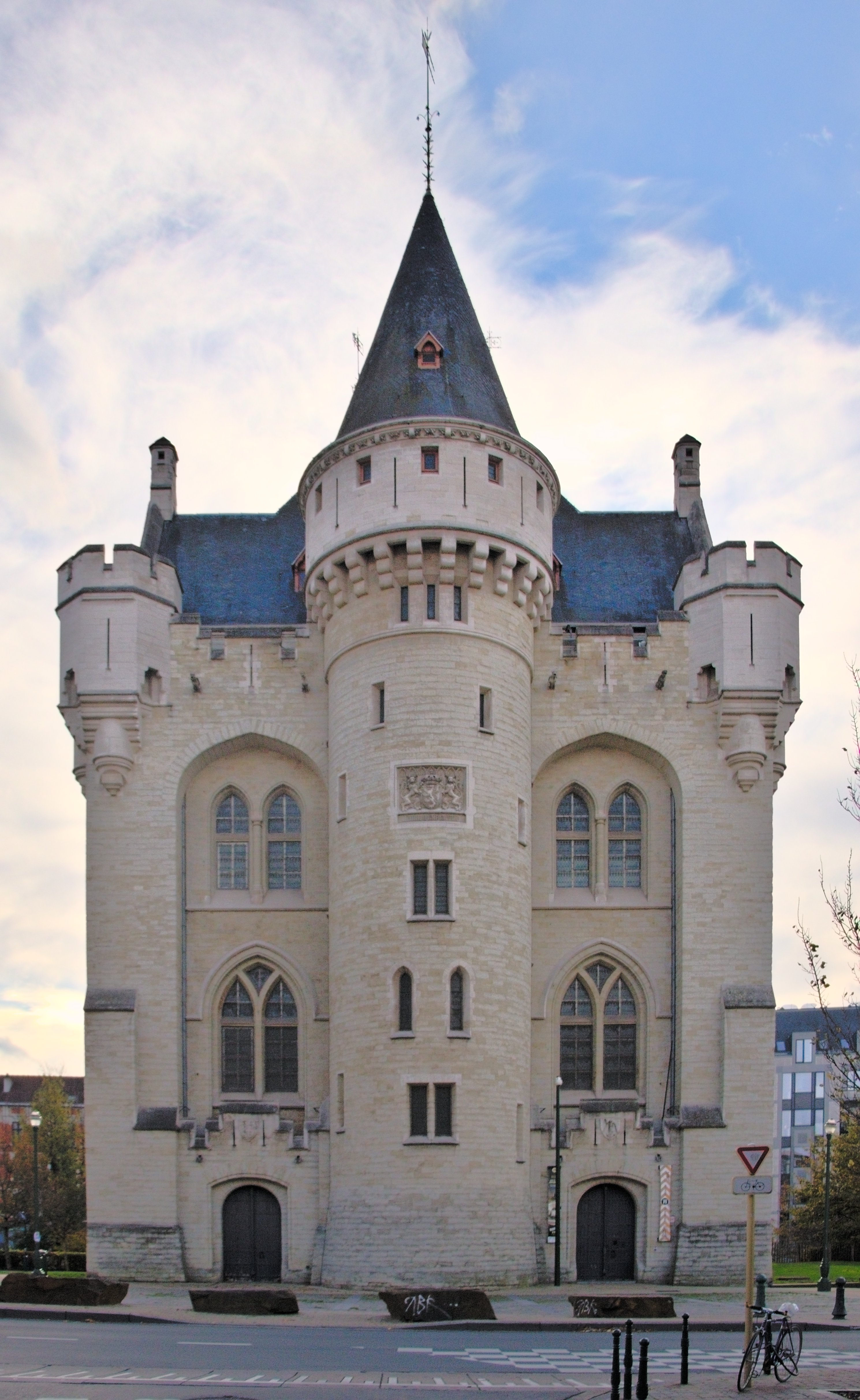
A Hallepoort múzeum épülete

A Marolles környéket a monumentális Brüsszeli Igazságügyi Palota (franciául: Palais de Justice, hollandul: Justitiepaleis) dominálja, ennek árnyékában húzódnak meg a környék öreg házai. A Place de la Chapelle és a Place du Jeu de Balle között 1873 óta naponta szerveznek bolhapiacot, majd a Rue Haute és a Rue Blaes környékén az ócskásokat felváltják a régiségkereskedők. Itt található a Cité Hellemans, amely a világ egyik legelső szociális lakásépítési projektje volt a 20. század elején, amelyet a kerület számtalan kicsi, egészségtelen hajléka helyén építettek. A Rue Haute a kerület egyik legöregebb és leghosszabb utcája, amely egy ókori, gallo-román kereskedelmi útvonal helyén épült ki. Az utca előbb a Szent Péter-kórházhoz vezet, amelyet 1935-ben egy leprakórház helyén építettek, majd a Porte de Hal/Hallepoort nevű városkapuhoz, amely a második brüsszeli városfal része volt, ma pedig várostörténeti múzeum működik itt.

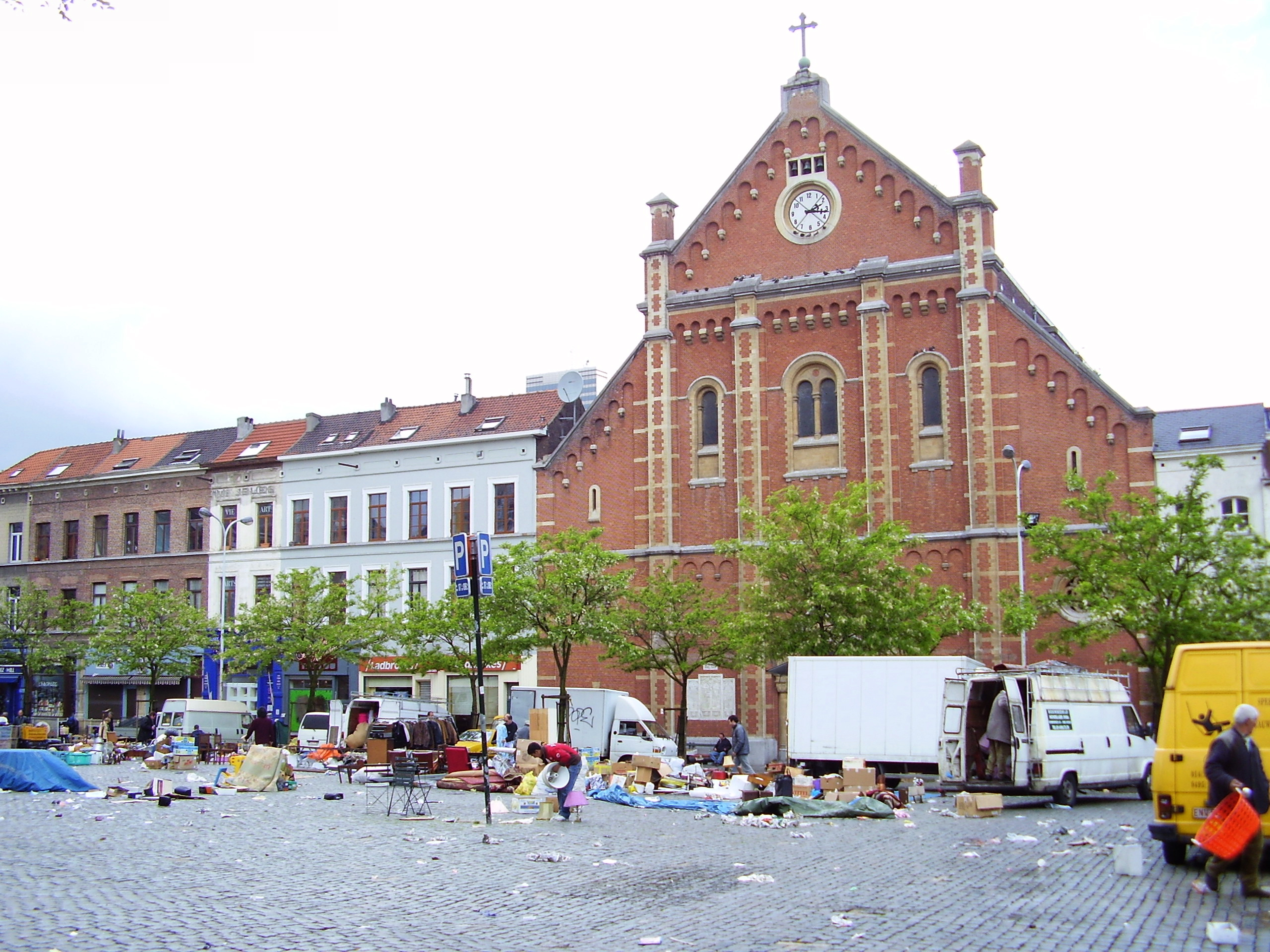
Place du Jeu de Balle, a piac után
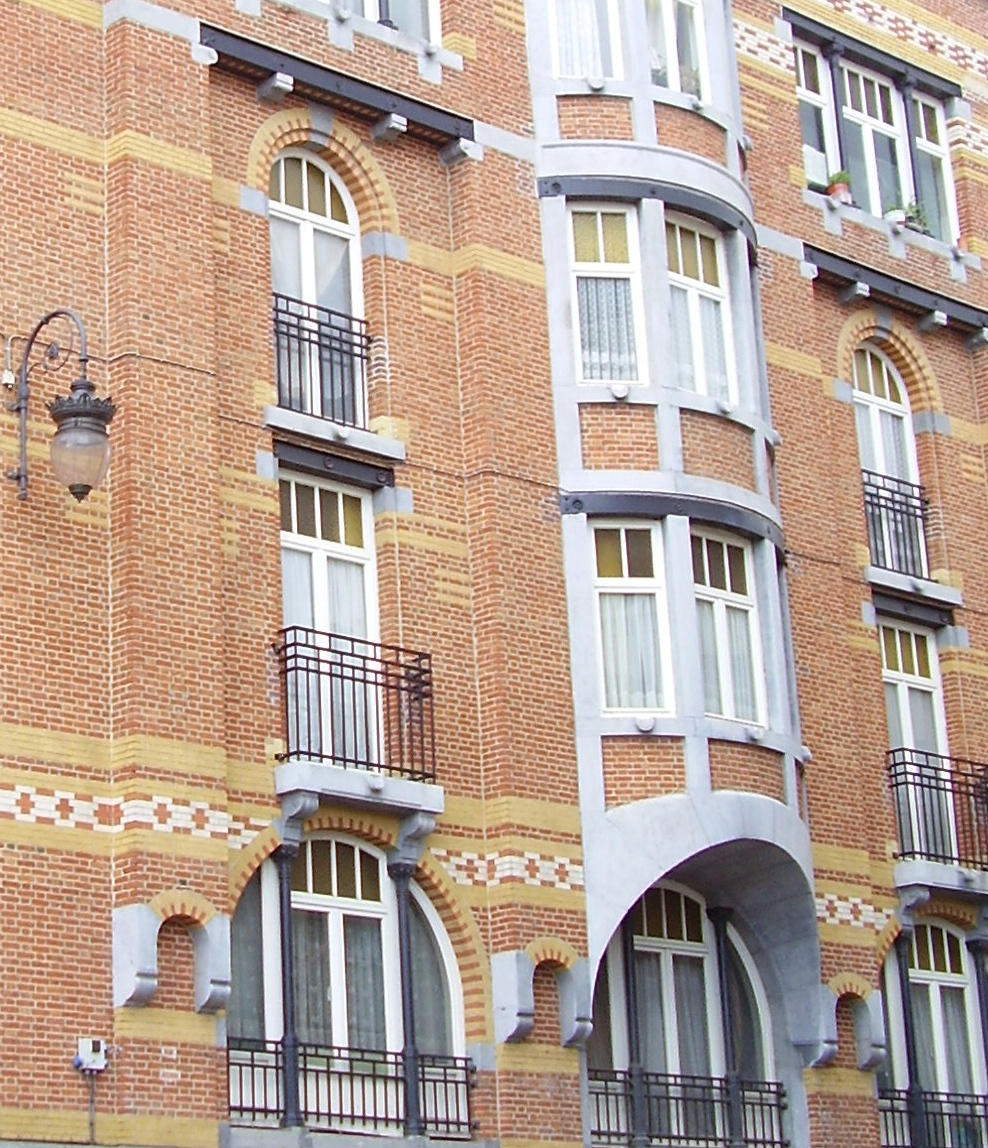
Cité Hellemans, rue Blaes
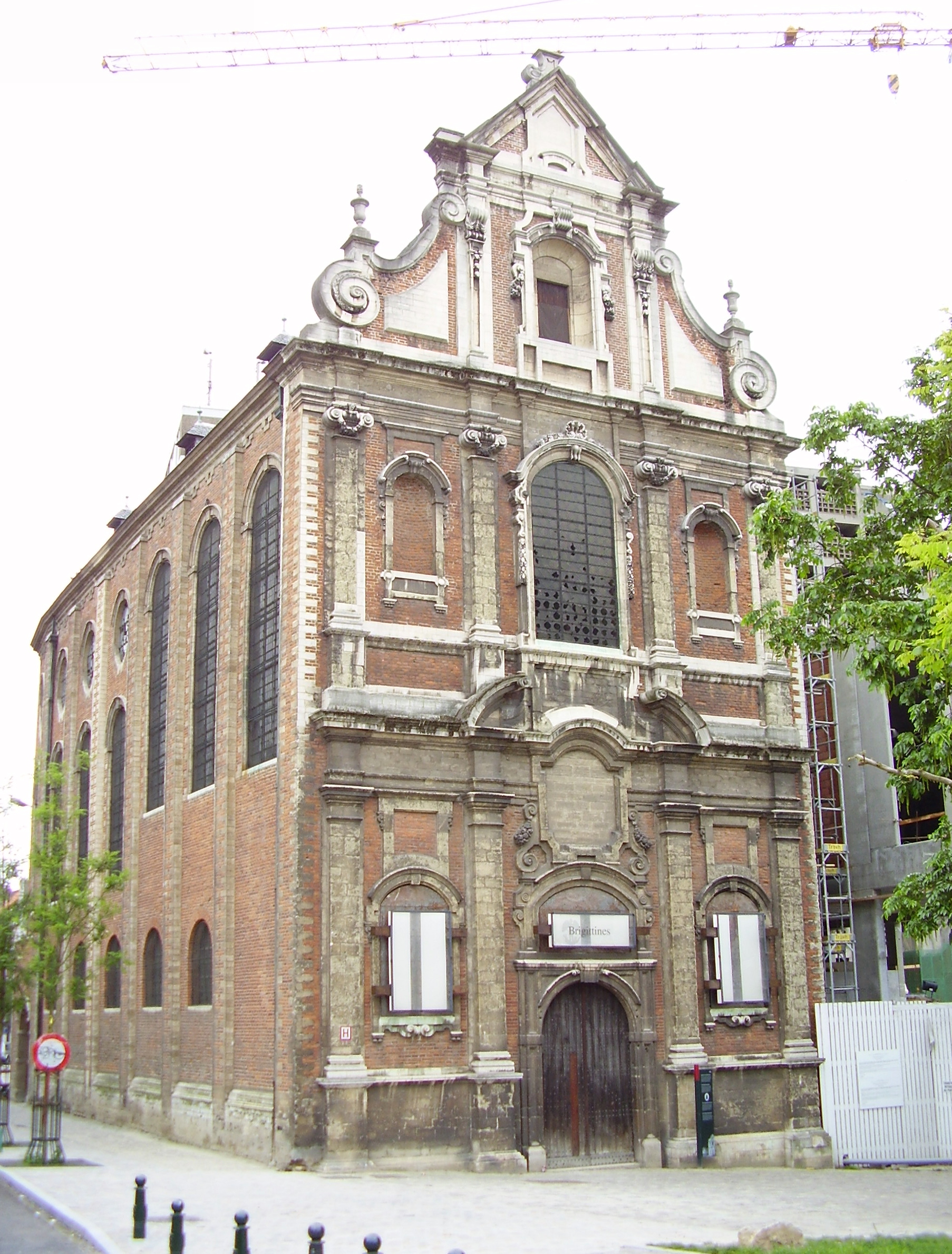
Chapelle des Brigittines

#### Le Quartier Midi-Lemonnier
A városrész közepén, a mai Place Rouppe helyén állt az első brüsszeli pályaudvar, az ún. ligne du Midi, vagyis Belgium déli részeit kiszolgáló vasútvonal végállomása, amelyet 1839-ben építettek. A pályaudvart Gare des Bogards-nak hívták, egy korábban itt található zárda emlékére, a nevet ma már csak egy utca viseli. A pályaudvar és a vasúti sínek jelenléte magyarázza a kerület utcáihoz viszonyítva szokatlanul széles sugárutak, mint például a Boulevard de Stalingrad létezését. A vasúti síneket 1869-ben, a Brüsszel Midi/Zuid pályaudvar megépítése után felszedték és a sugárút ma az brüsszeli belső körgyűrű része. Ugyanebben az időszakban, a Senne folyó beborítása után a környéket haussmann-i stílusban újjáépítették és széles sugárutakat alakítottak ki, mint pl. a Boulevard Maurice Lemonnier, amely a városközponttal köti össze a környéket.

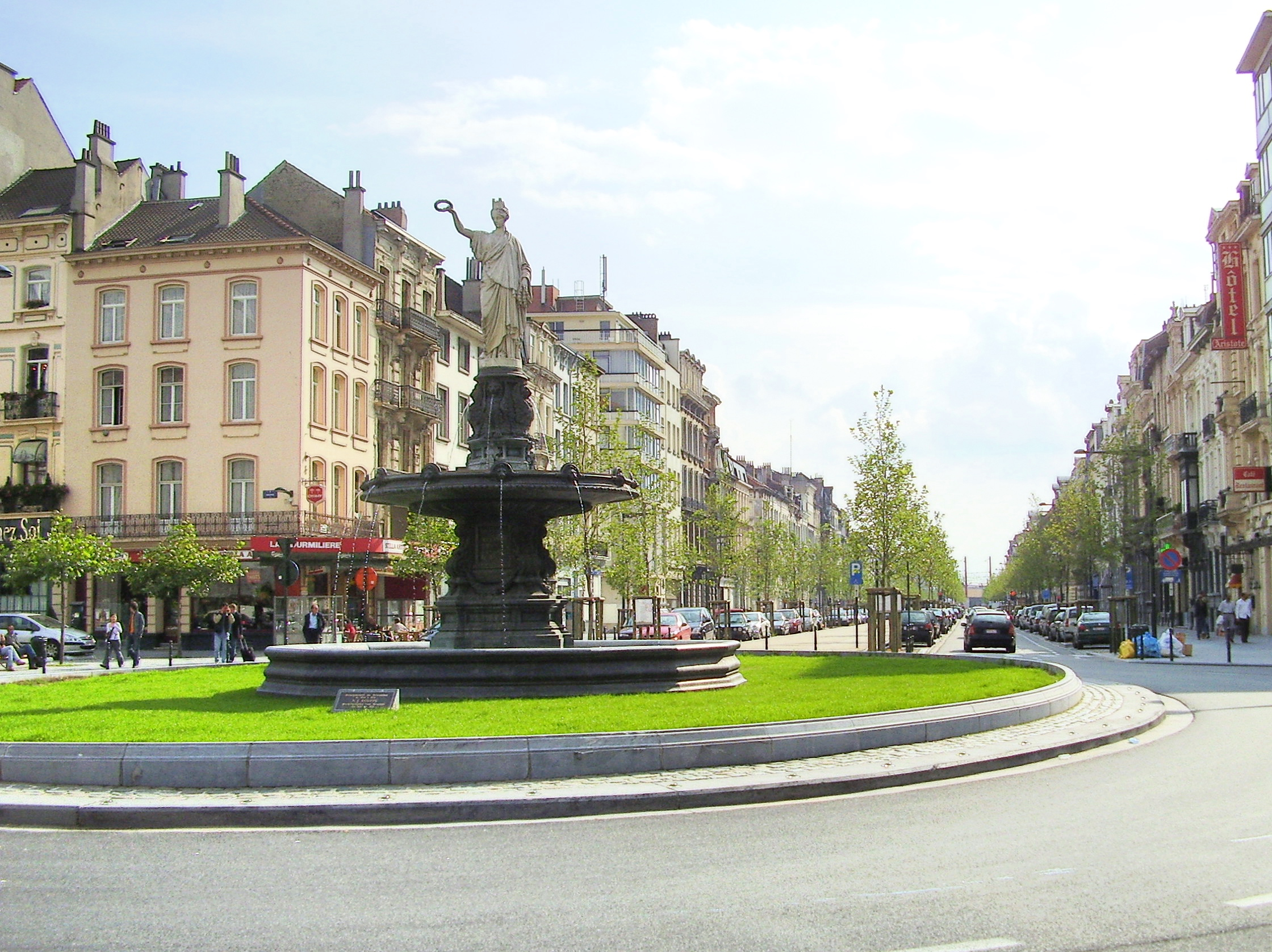
Place Rouppe és az Avenue de Stalingrad
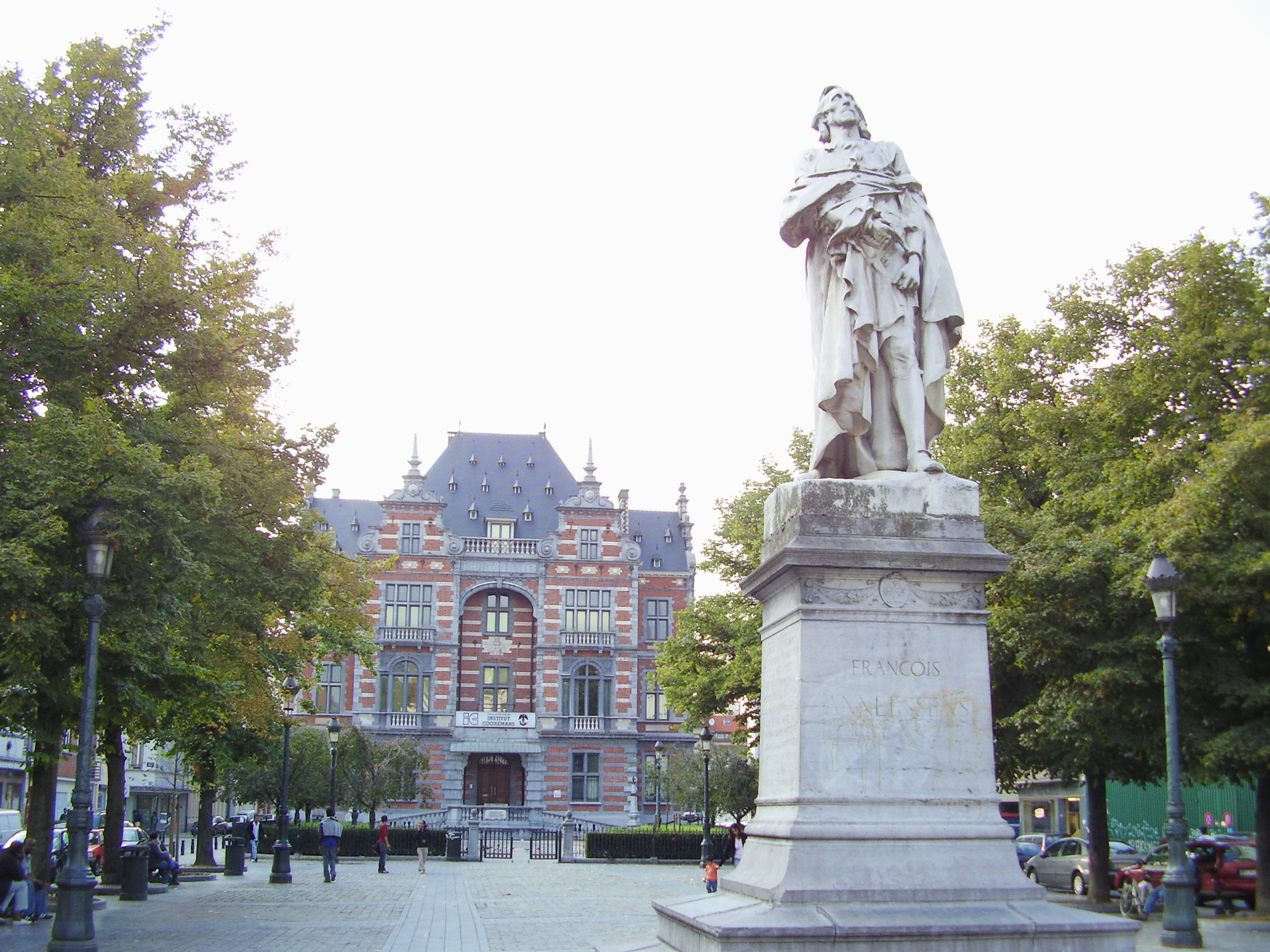
Place Anneessens és az Institut Lucien Cooremans
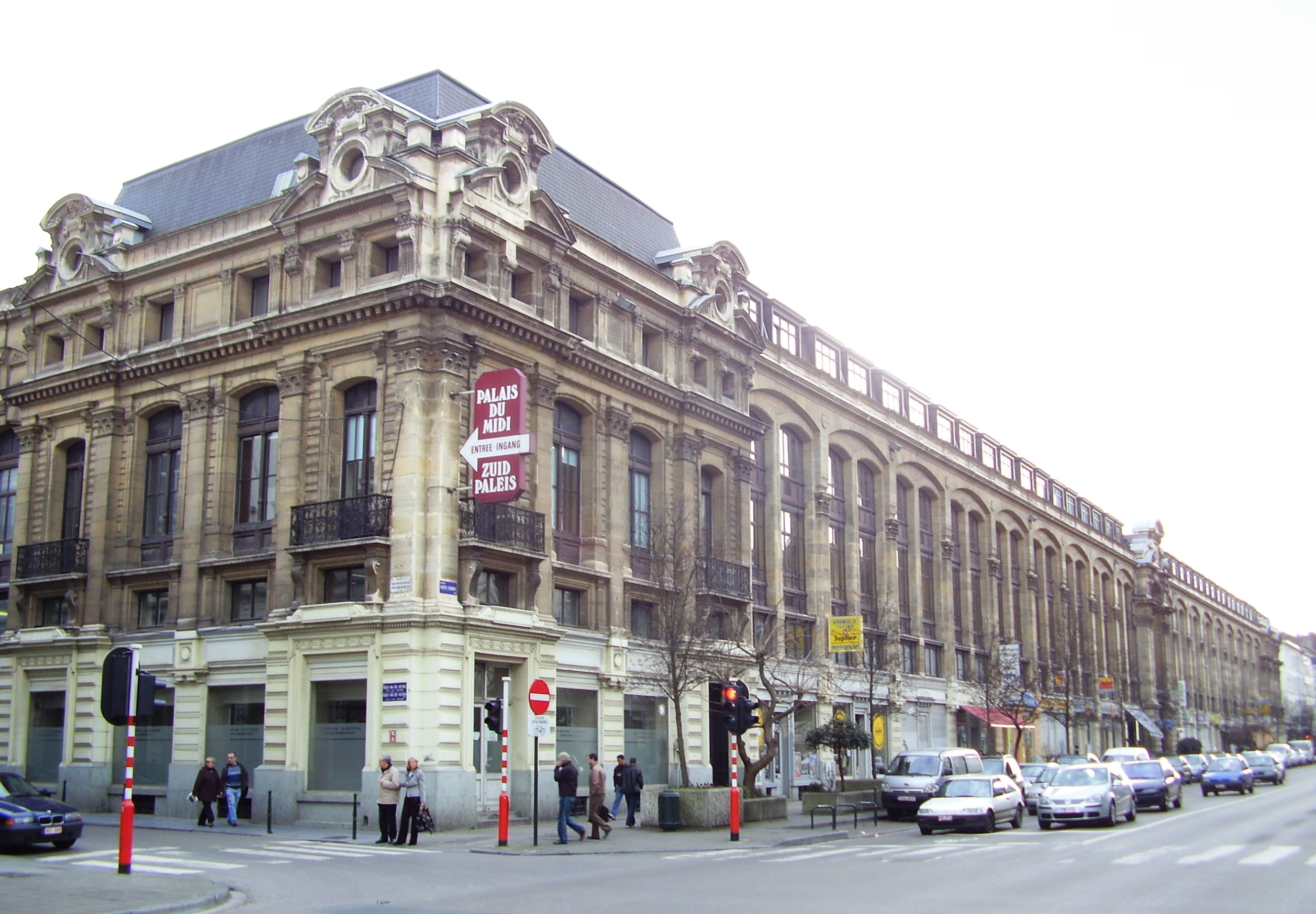
Bld. Lemonnier és a Palais du Midi

#### Le Quartier de la Senne
A Rue de la Senne és Rue des Fabriques utcák környékén található, mocsaras, nedves földeket a középkor óta kézművesek foglalták el. A Senne folyó egyik mellékága, amely a Porte de Ninove városkapu környékén keresztezte a második brüsszeli városfalat, a környék folyami kikötőjének adott otthont, a kikötői berendezések és zsilipet egészen az 1960-as évekig megmaradtak. Később kis sörfőzdék települtek meg a környéken, innen származik a környékbeli utcák némelyikének neve is (Rue du Houblon – komló, és Rue de Marché aux Grains – gabonapiac). További elnevezések, mint pl. a Tour à Plomb (ólomtorony) és a Rue de la Poudrière (puskapor utca) tanúskodnak a élénk ipari tevékenységről. A 19. századtól azonban az üzemek a városon kívülre települtek és a környék elszegényedett, leromlott. Ma a nem használt gyár- és raktárépületeket felújítják és lakásokká alakítják, különösen a Rue Antoine Dansaert utca környéke divatos a fiatal és tehetős (flamand) lakosok körében.

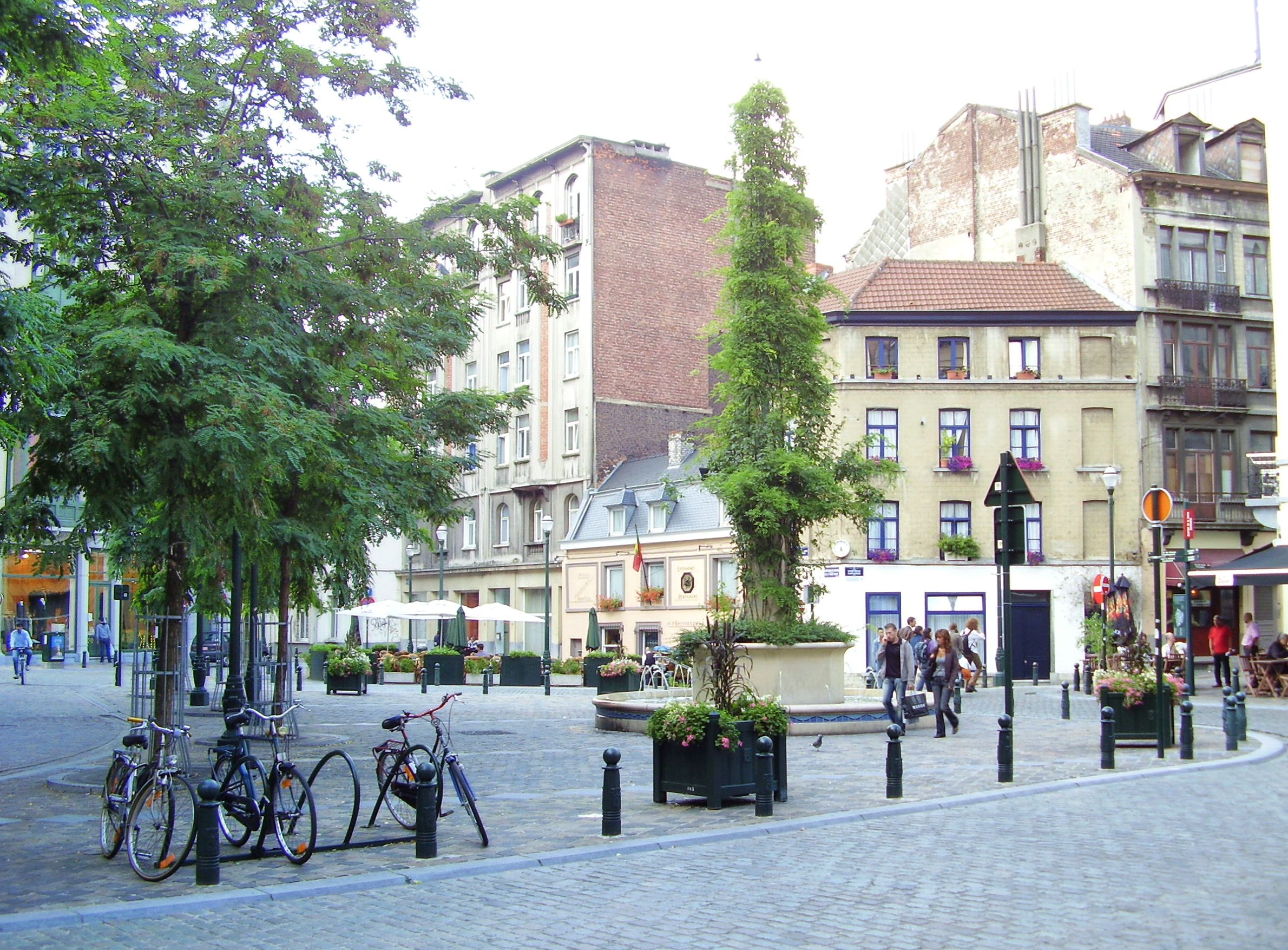
Place du Jardin aux Fleurs
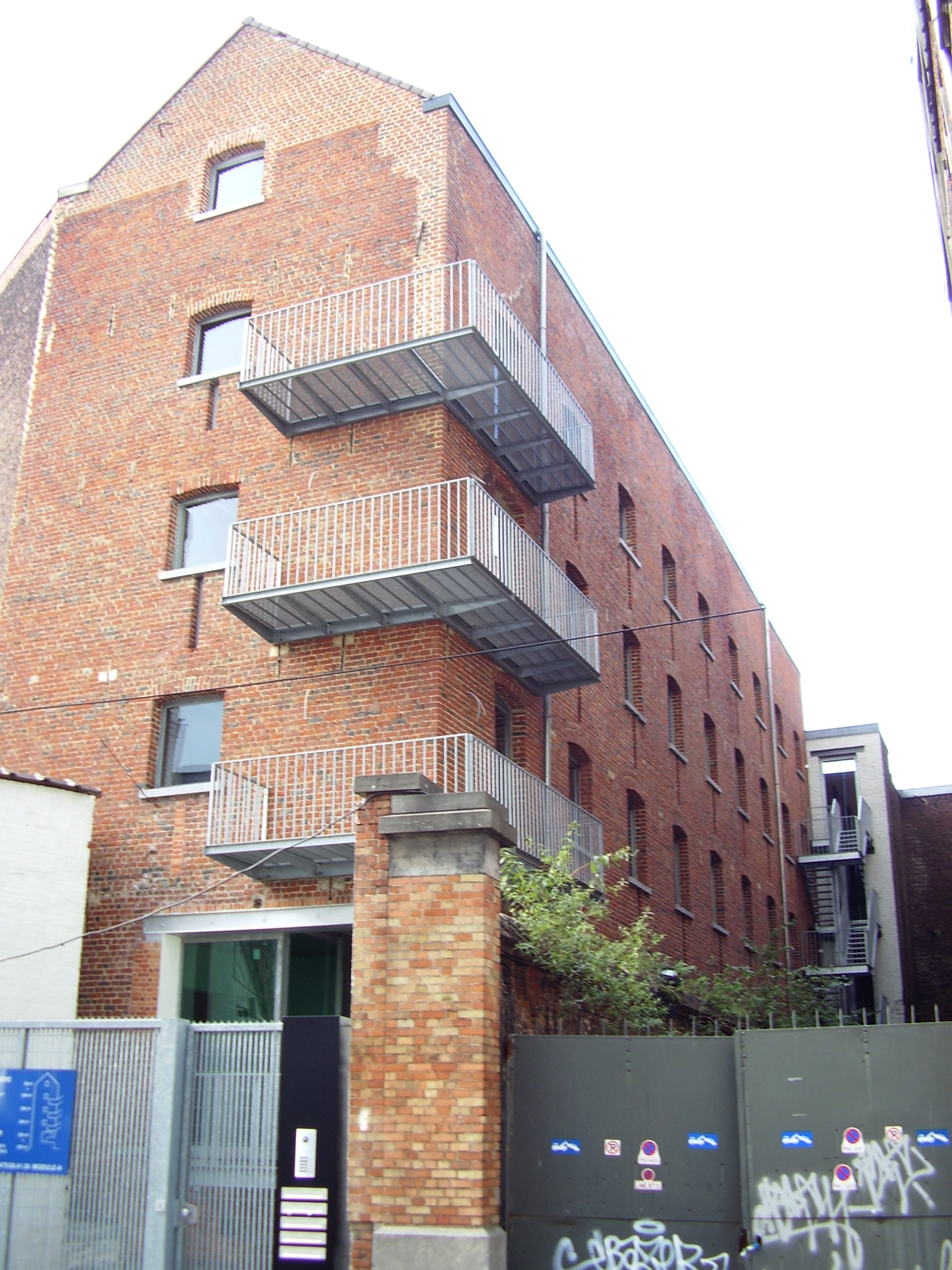
Régi, felújított gyárépület, amelyben lakásokat alakítottak ki
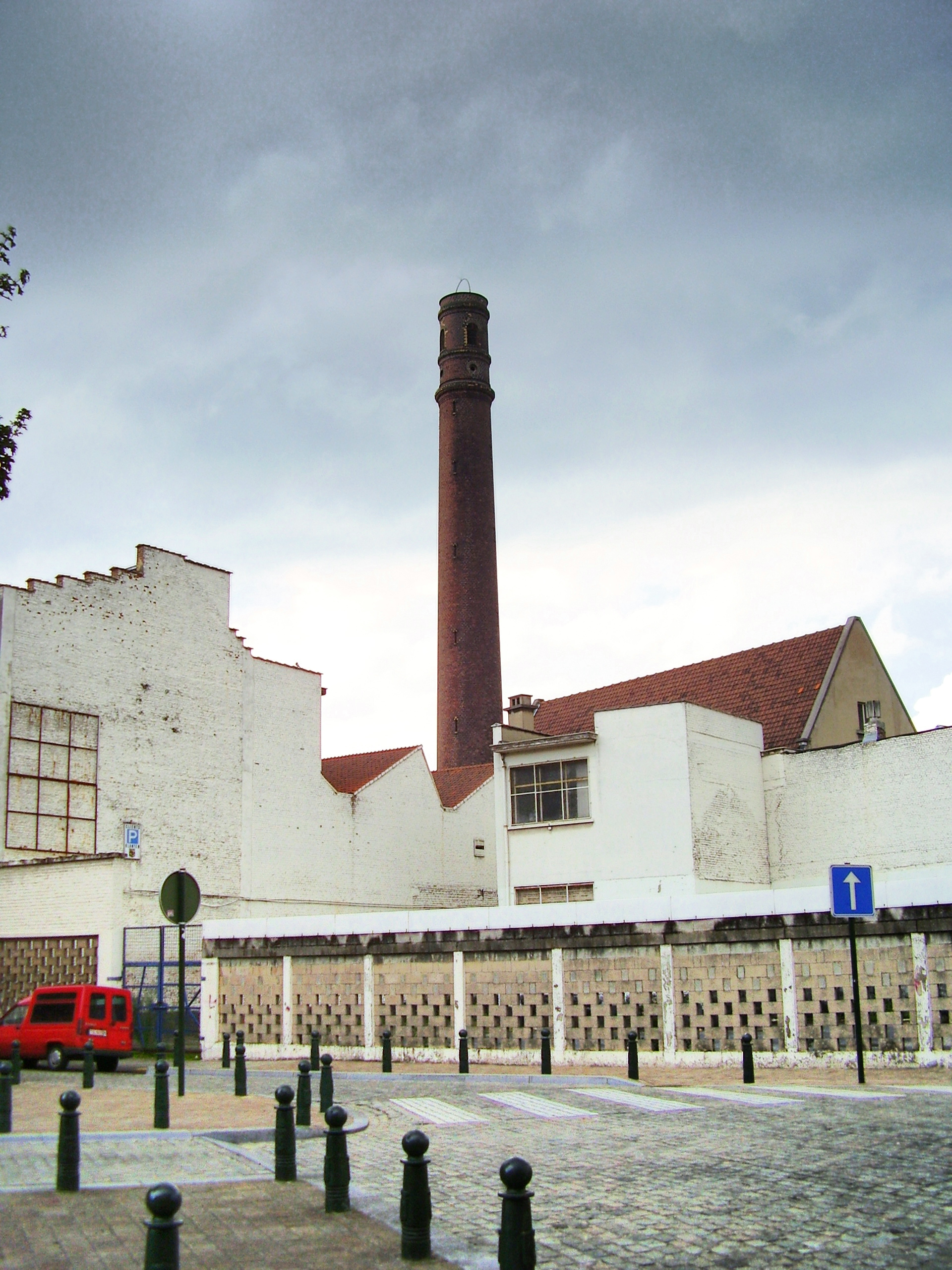
Tour à Plomb - az olvasztott ólmot a torony tetején kalibráló lyukakon keresztül öntötték

#### Le Quartier des QuaisvagyQuartier maritime

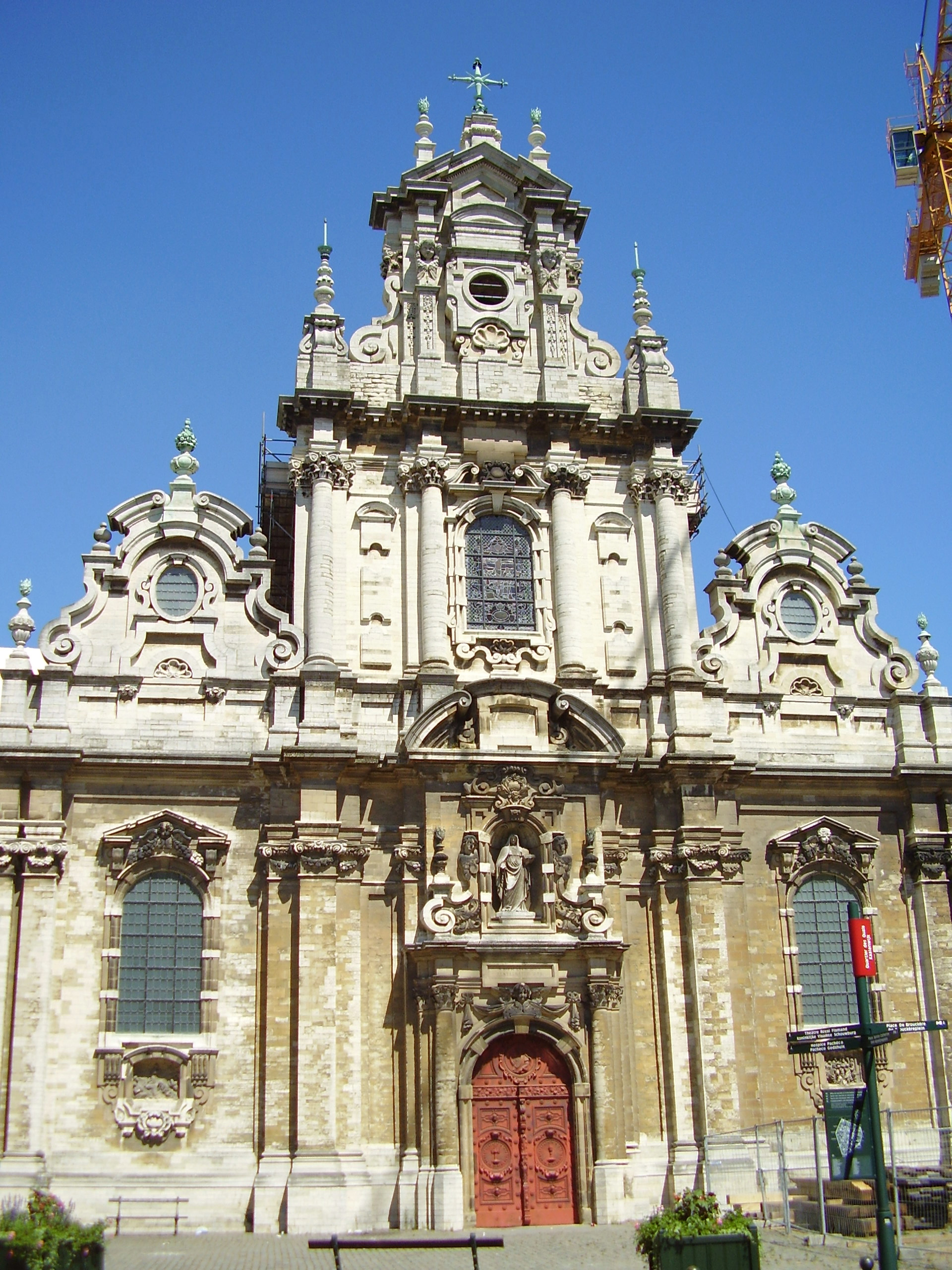
St. Jean-Baptiste du Béguinage, vagyis Keresztelő Szt. János-templom

Már a középkortól kezdve ebben a negyedben építették ki Brüsszel legfontosabb folyami kikötőjét. A Schelde folyó felől érkező hajók a Porte du Rivage kaput keresztül léptek be a városba, amely a Place de l'Yser helyén állt, majd behajóztak a csatornákba, amelyet minden egyes áruféleségnek külön kialakítottak. A 19. század kezdetén, amikor Brüsszel jelenlegi kikötőjét kiépítették, a csatornákat befedték és helyükön széles sugárutakat alakítottak ki, de nevük ma is őrzi a régi ipari (mint pl. Quai aux Briques – faszén rakpart, Bois à Brûler – szénégető, Quai aux Foin – szalma, Houille – szén, Chaux – mész, stb.) és kereskedelmi (Rue du Magasin – boltok utcája, Rue des Commerçants – kereskedők utcája, Marché aux Porcs – sertéspiac vagy Quai du Commerce – kereskedelmi rakpart) tevékenységek emlékét. A rakpartok mentén álltak a gazdag kereskedők házai, amelyek díszes homlokzatai mögött a raktárak bejáratai is megbújtak. A Boulevard d’Ypres környékén ma is üzemelnek élelmiszer-nagykereskedések, bár a hajók helyett teherautók hozzák-viszik az árukat. Ezen a környéken állt a brüsszeli beginázs, amelynek egyik legjelentősebb nyoma a beginák temploma, az Église Saint-Jean-Baptiste du Béguinage.

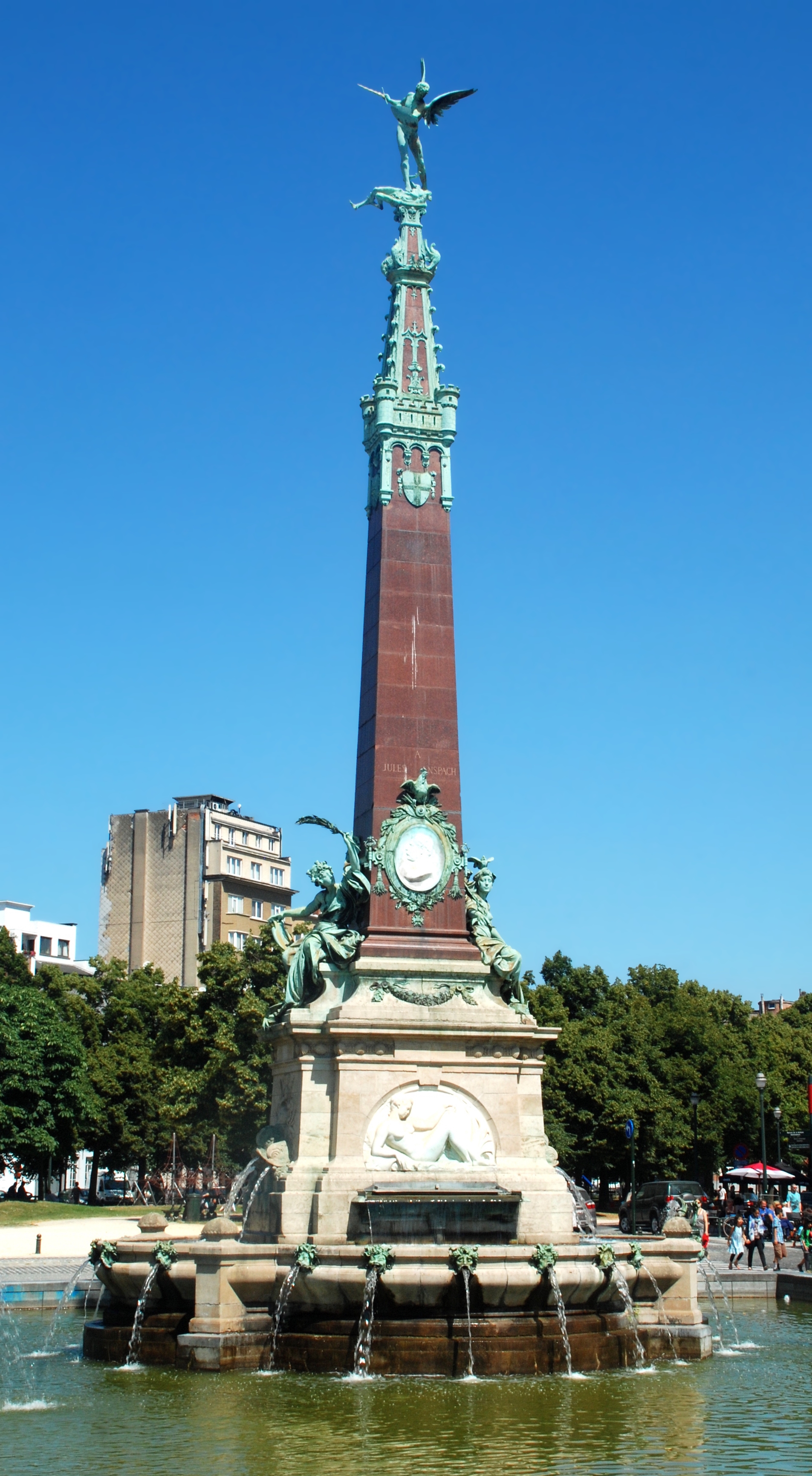
Fontaine Anspach
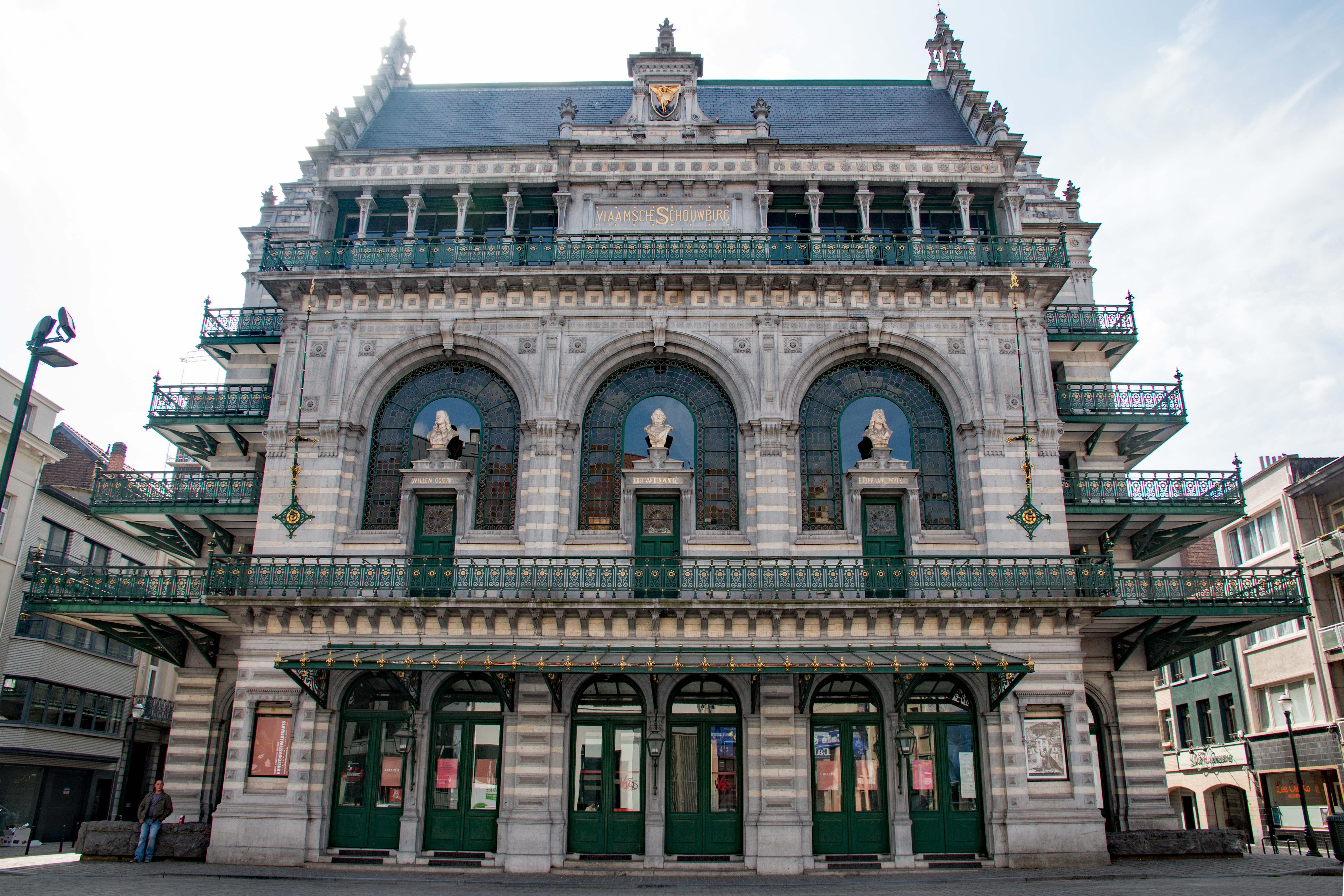
A brüsszeli királyi flamand színház épülete
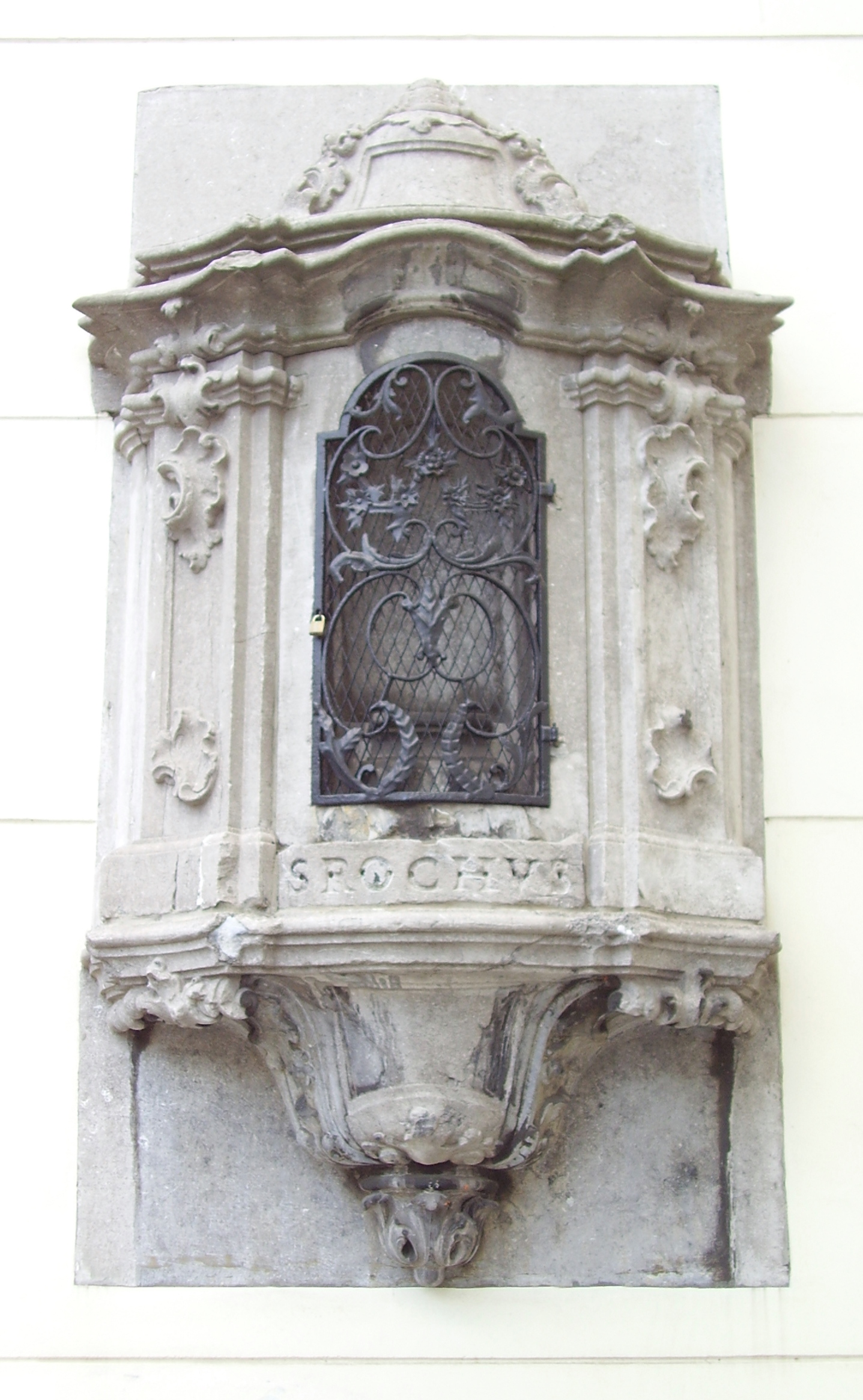
St. Roch szobra, amelytől a pestis elleni védelmet remélték a kereskedők

#### Le Quartier Marais-Jacqmain
A Boulevard Pacheco és a Rue Neuve között található régi Marais kerület néhány épülete menekült csak meg a 20. századi nagyszabású építkezések során. A lerombolt épületek helyére egy nagyszabású kormányzati negyedet (Cité Administrative de l'État), kiadókat, bankszékházakat és kereskedelmi központokat húztak fel. Jelenleg azzal kísérleteznek, hogy a régi, nem használt irodaépületeket ismét lakóházakká alakítják vissza. Victor Horta egyik épülete, a Magasins Waucquez épületét is felújították és ma a belga képregény háza (Centre belge de la bande dessinée/Belgisch Centrum voor het Beeldverhaal) található itt. A régi környék másik maradványa a Place de Martyrs, amely szinte folyamatosan felújítás alatt áll – a tér közepén áll Frédéric de Mérode báró, a belga szabadságharc egyik hősi halottjának szobra. A tértőlő nem messze található Brüsszel (és talán Belgium) leghíresebb bevásárlóutcája, a Rue Neuve/Nieuwstraat, a Boulevard Adolphe Max és a Boulevard Émile Jacqmain sugárutak.

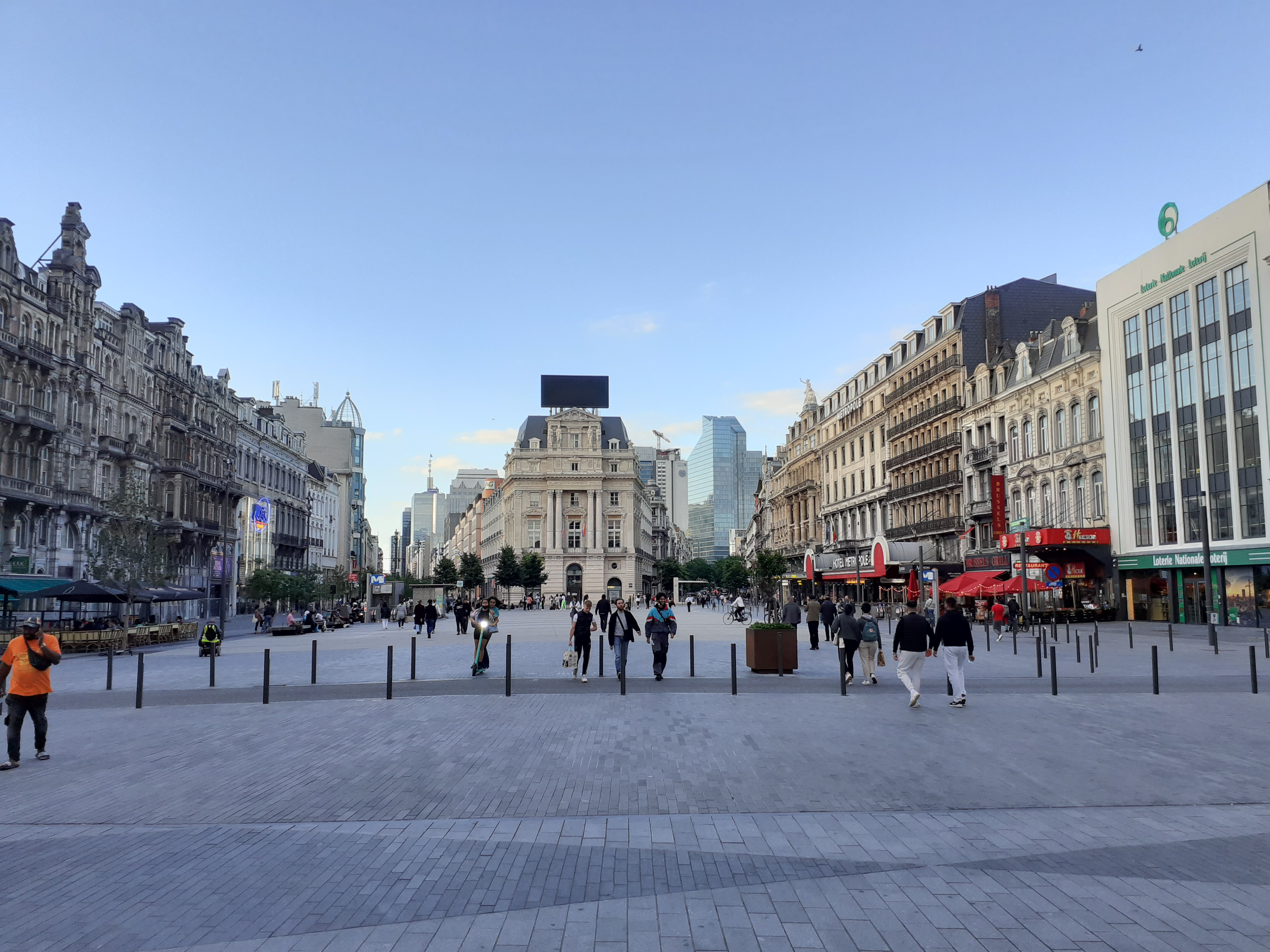
A Place de Brouckère tér
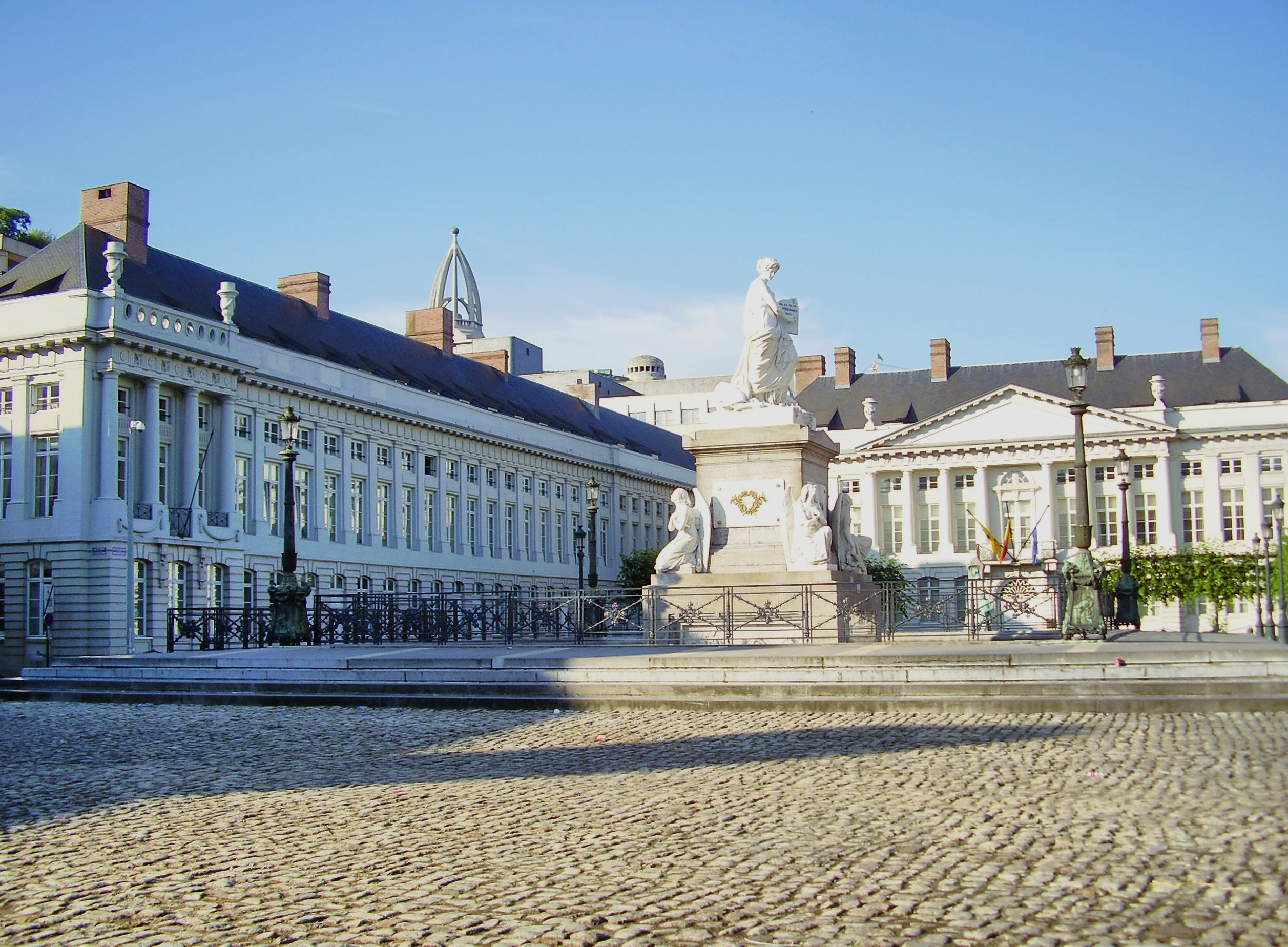
Place des Martyrs
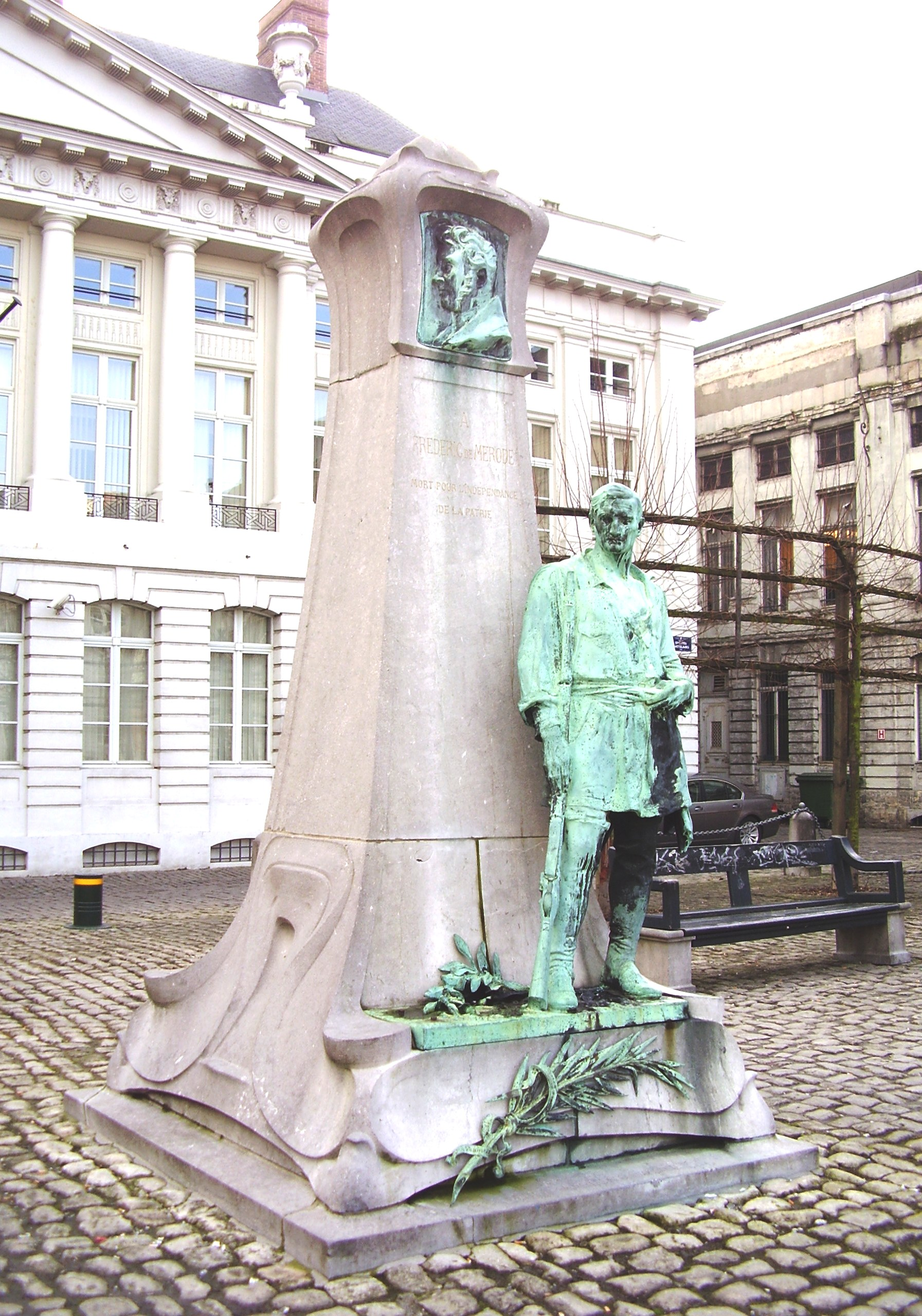
Frédéric de Mérode báró szobra.

#### Le Quartier des Libertés
A "Quartier des Libertés" nevű negyed, amely a szövetségi parlament épülete, a Rue Royale és a belső körgyűrű között található, a 19. század előtt a Notre-Dame-aux-Neiges nevet viselte és túlnyomórészt munkások laktak itt. A városvezetés azonban elhatározta, hogy felszámolja a meglehetősen zsúfolt, szennyezett és egészségtelen környéket, kilakoltatták a lakosokat és lerombolták a házakat. Ezt követően egy teljesen "bourgeois" negyed épült fel, amelynek legfontosabb pontjait a belga szabadságharc emlékére nevezték el: Place de la Liberté, Place des Barricades, Rue de la Révolution, Rue du Gouvernement Provisoire és Rue du Congrès. A Place de la Liberté térre vezető négy utcát a négy legfontosabb szabadságjogról nevezték el, amelyeket nőalakok reprezentálnak a tér közepén álló Colonne du congrès oszlopon: Rue de liberté de la Presse (sajtószabadság), des Cultes – vallásszabadság, d’Association – gyülekezési szabadság és d’Enseignement – az oktatás szabadsága.

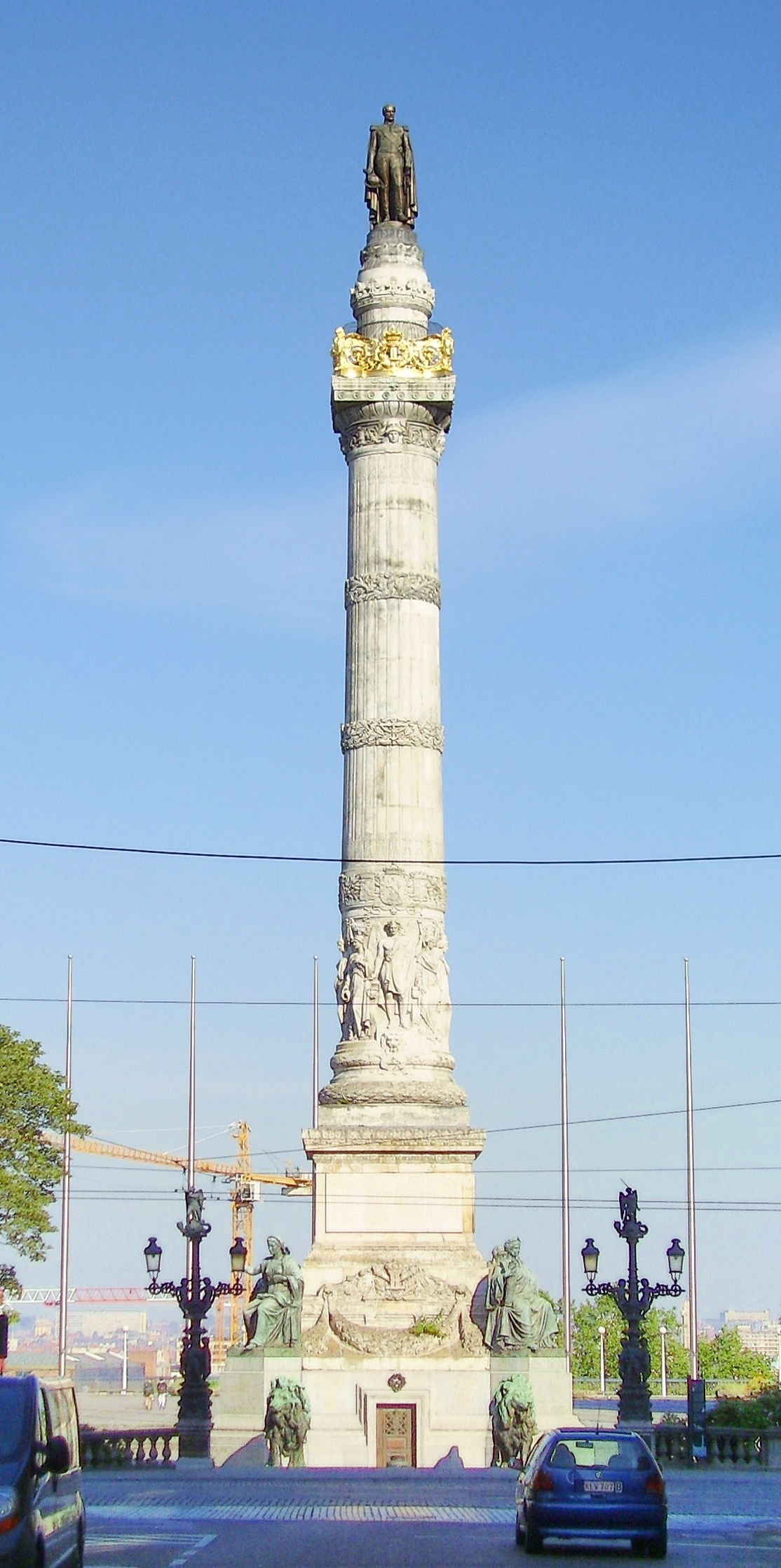
La colonne du Congrès (a tetején I. Lipót belga király szobra)
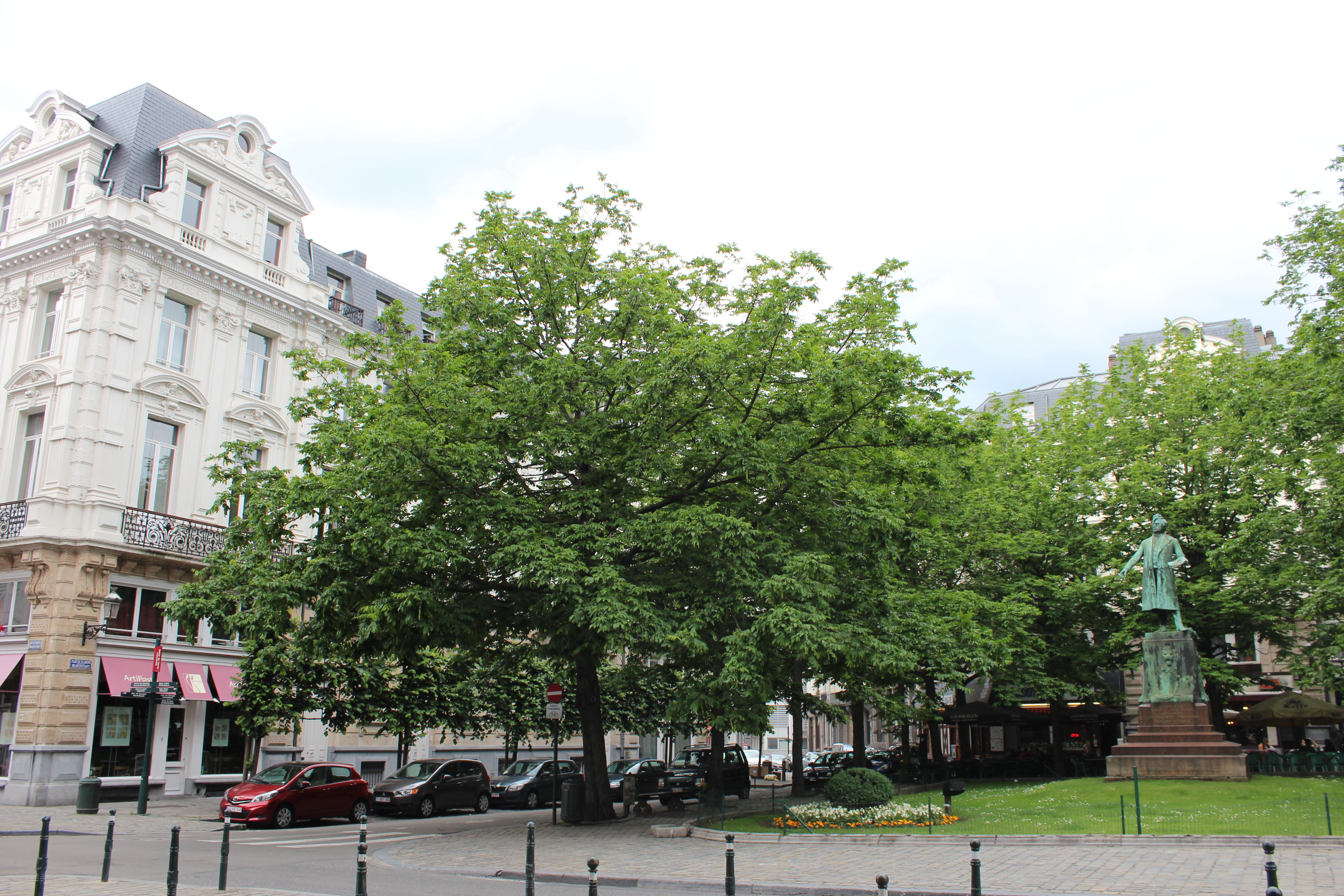
Place de la Liberté (jobboldalt Charles Rogier szobra)
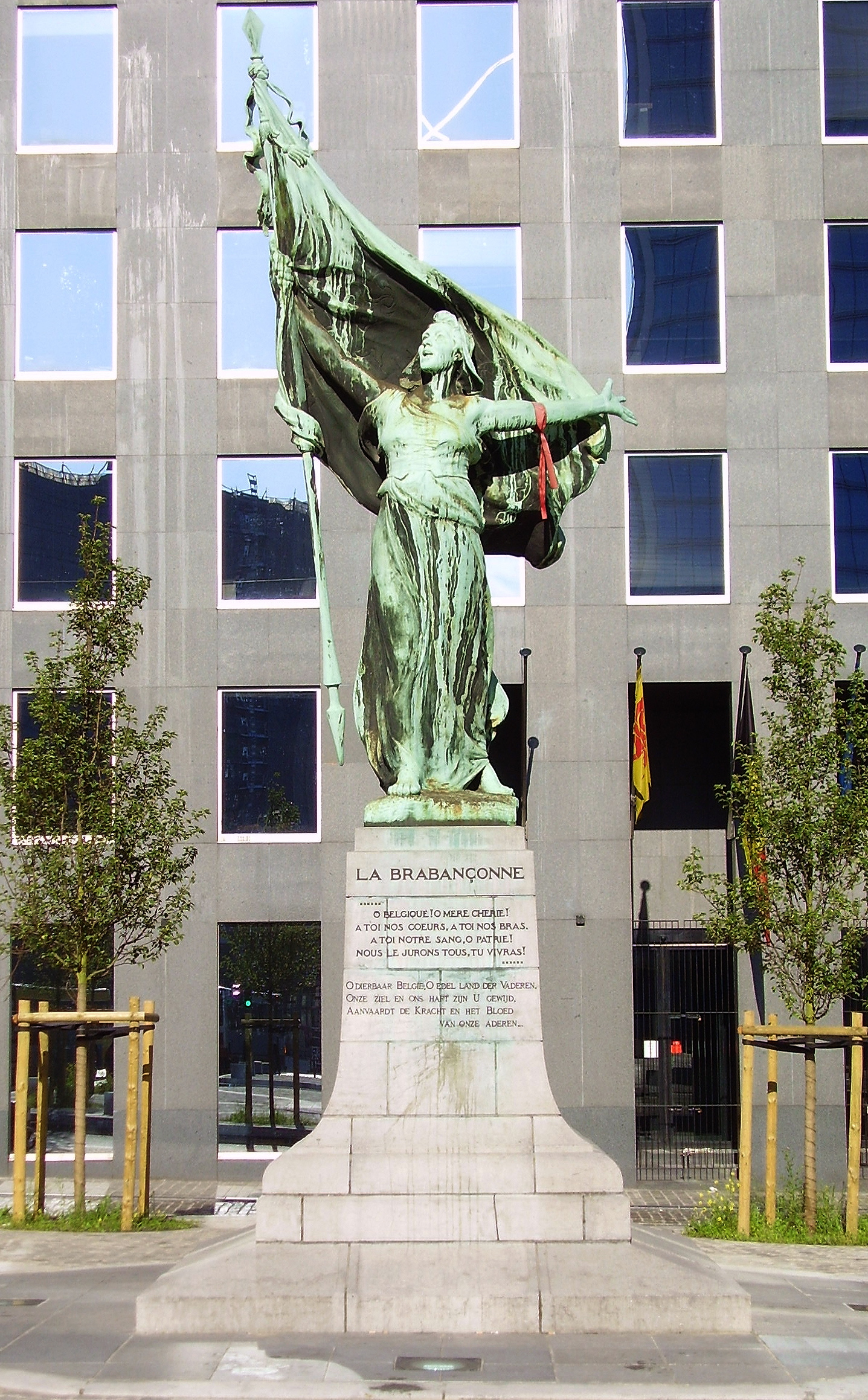
Place Surlet de Chokier (La Brabançonne a belga himnusz szobra)
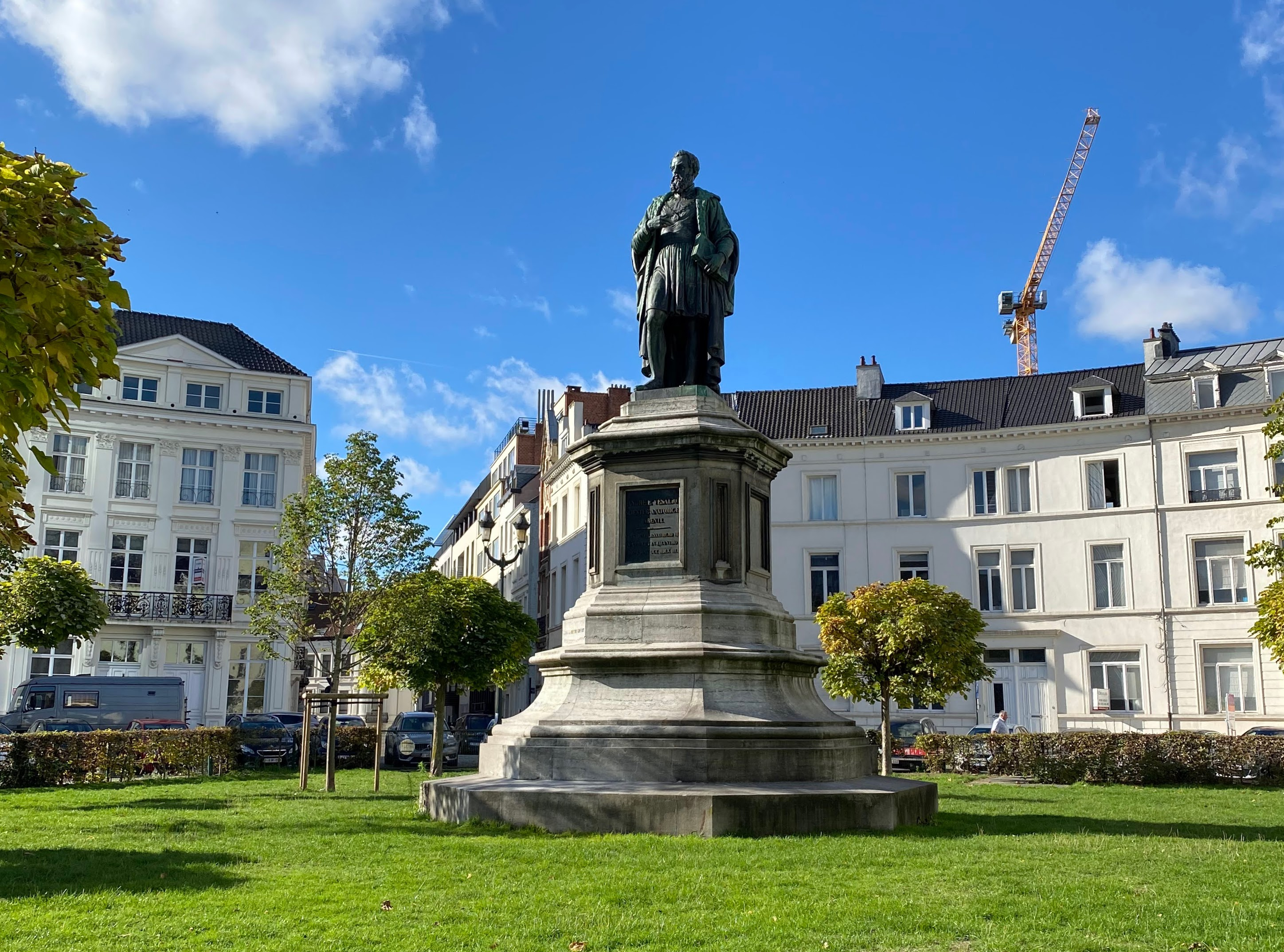
Place des Barricades (André Vésale szobra)

## Éghajlata
| Hónap                         | Jan. | Feb. | Már. | Ápr. | Máj. | Jún. | Júl. | Aug. | Szep. | Okt. | Nov. | Dec. | Év   |
| ----------------------------- | ---- | ---- | ---- | ---- | ---- | ---- | ---- | ---- | ----- | ---- | ---- | ---- | ---- |
| Átlagos max. hőmérséklet (°C) | 5,7  | 6,6  | 10,4 | 14,2 | 18,1 | 20,6 | 23,0 | 22,6 | 19,0  | 14,7 | 9,5  | 6,1  | 14,3 |
| Átlaghőmérséklet (°C)         | 3,3  | 3,7  | 6,8  | 9,8  | 13,6 | 16,2 | 18,4 | 18,0 | 14,9  | 11,1 | 6,8  | 3,9  | 10,6 |
| Átlagos min. hőmérséklet (°C) | 0,7  | 0,6  | 2,9  | 4,8  | 8,9  | 11,5 | 13,6 | 13,4 | 10,8  | 7,6  | 3,7  | 1,9  | 6,7  |
| Átl. csapadékmennyiség (mm)   | 76   | 63   | 70   | 51   | 67   | 72   | 74   | 79   | 69    | 75   | 76   | 81   | 853  |
| Havi napsütéses órák száma    | 59   | 77   | 114  | 159  | 191  | 188  | 201  | 190  | 143   | 113  | 66   | 45   | 1546 |
| Forrás: http://www.meteo.be   |      |      |      |      |      |      |      |      |       |      |      |      |      |

## Közlekedés

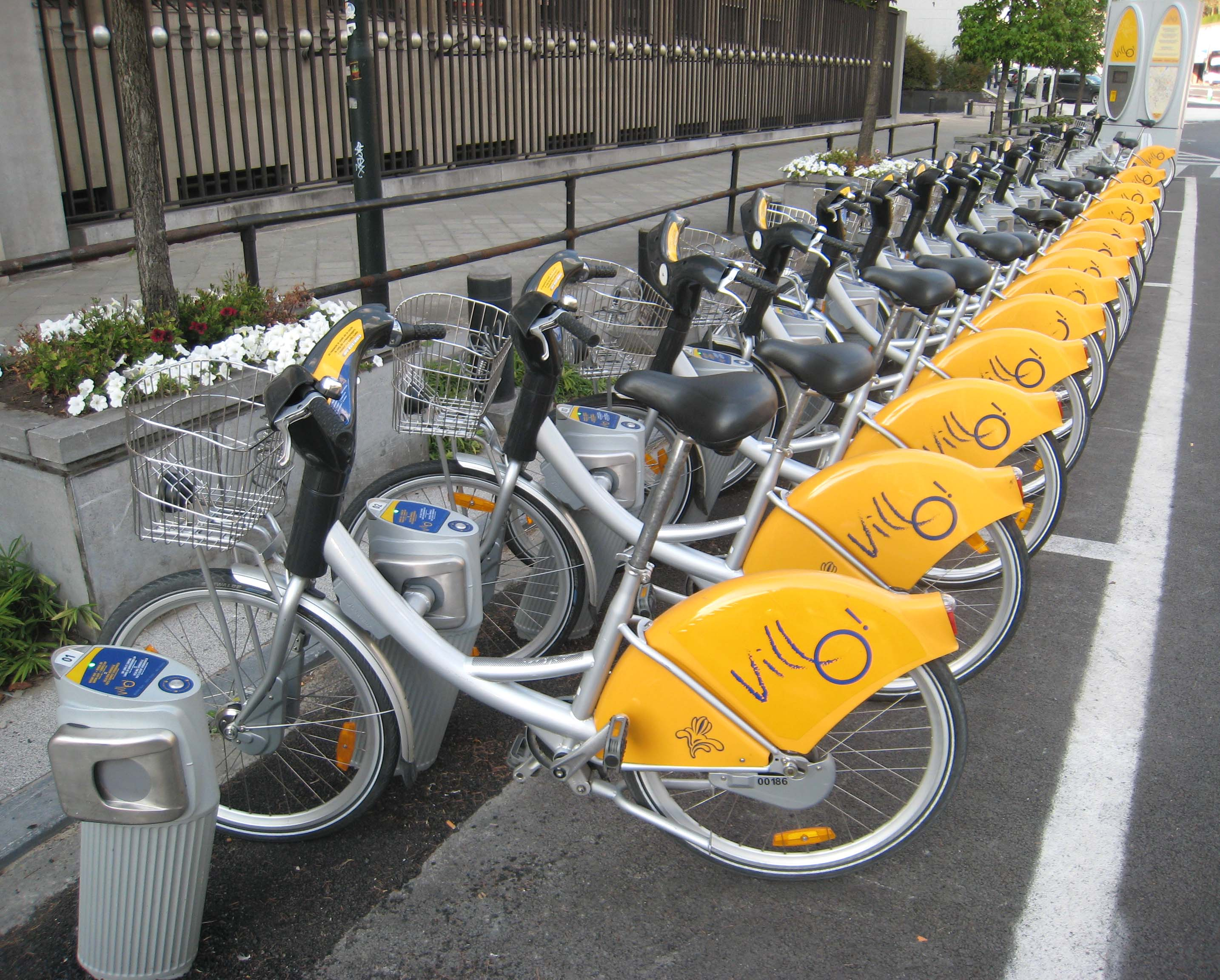
Nyilvános kerékpárkölcsönző állomás

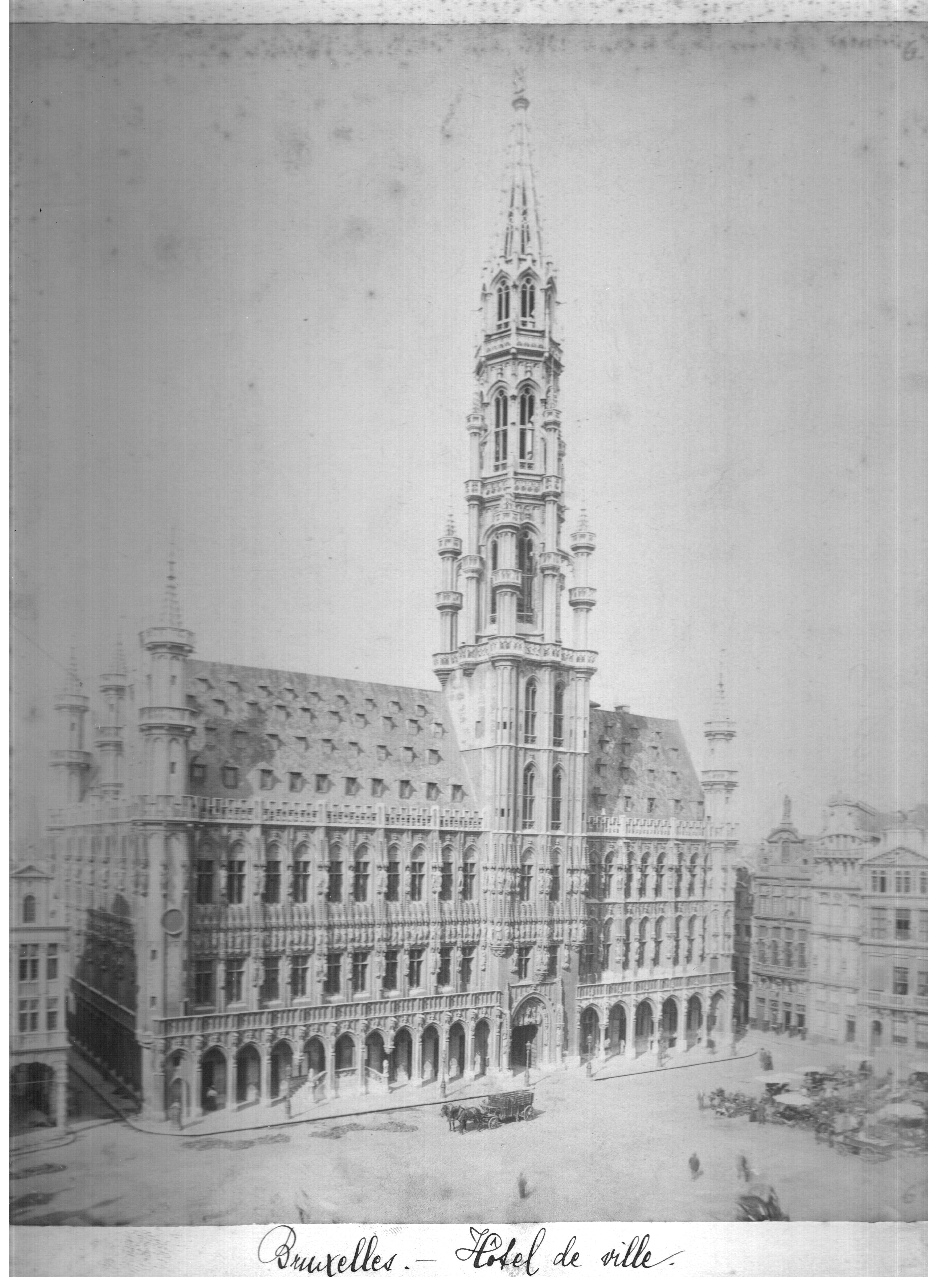
A Városháza a Grand Place-on, 1880 körül

- Több nagy pályaudvara és négy metróvonala van.(1, 2, 5, 6). A fő villamosvonalak egy része is a felszín alatt fut a centrumban, valamint több vasúti vonal is a felszín alatt halad át a belvároson.
- Antwerpenig tengerjáró hajókkal használható csatornával rendelkezik.
- Repülőterek: Bruxelles National (Zaventem), Charleroi (Gosselies) (ez 50 km-re délre fekszik a várostól).

## A város története

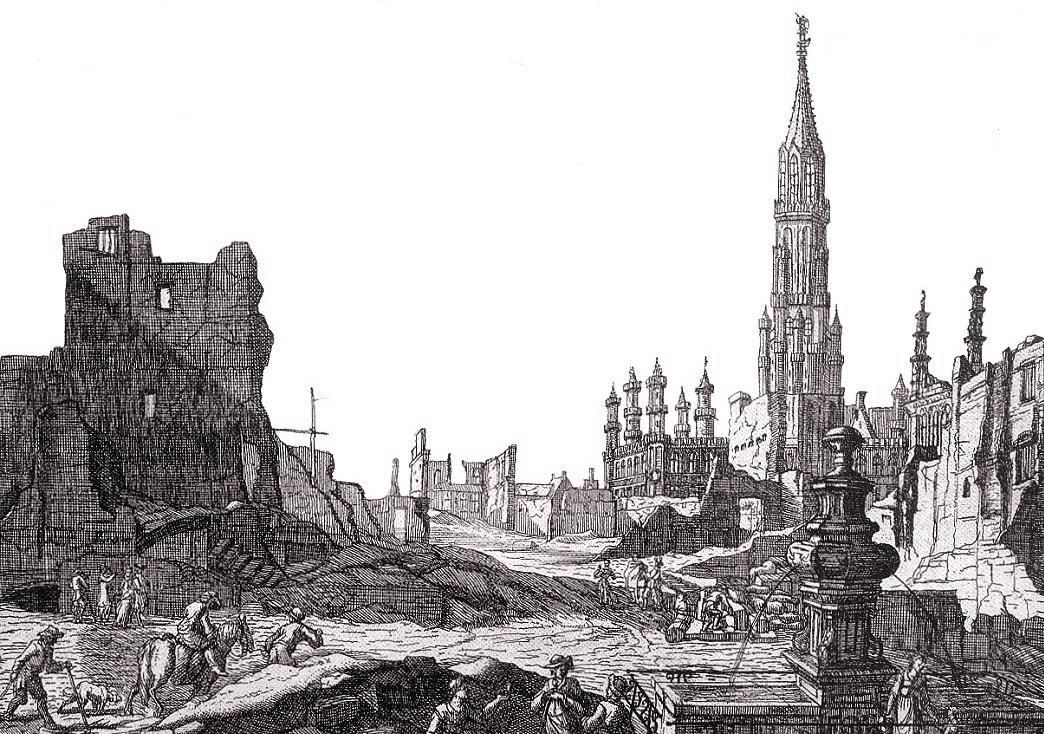
Brüsszel az 1695-ös francia támadás után

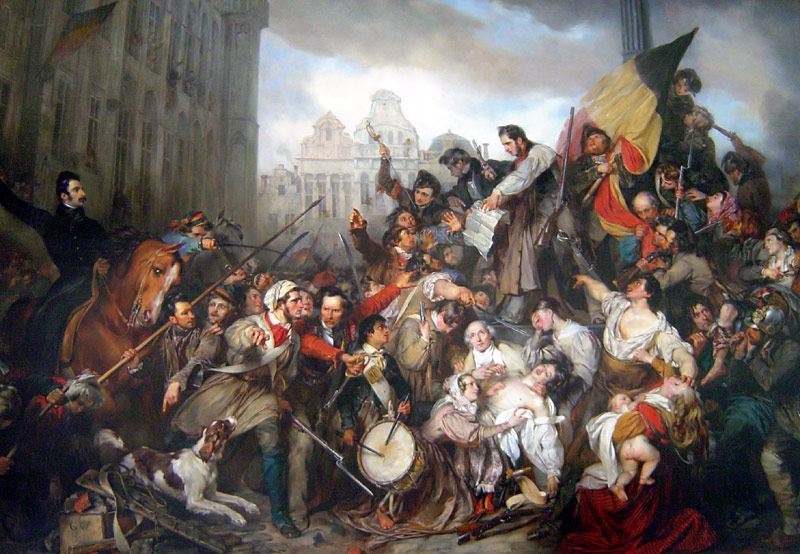
A belga szabadságharc kezdete Egide Charles Gustave Wappers belga romantikus festő alkotásán

A legenda szerint a várost a 6. században Goorik alapította. A középkorban (a 7. századtól) a burgundi hercegek birtokaihoz tartozó Németalföld egyik fontos kereskedővárosa volt.
Korabeli dokumentumok először 996-ban említik I. Ottó német-római császár egyik okmányában „Bruocsella” néven. 977 és 979 között Karl von Niederlothringen egy várat és egy kápolnát épített a Senne folyó egyik szigetére. A 11. században várfallal vették körül a várost.
1430-ban Jó Fülöp burgundiai herceg örökölte a brabanti hercegséget. Ő tette fővárossá Brüsszelt. Ebben az időben építették fel a városházát. A városban felvirágzott a gazdaság: képkészítés, szőnyegkészítés. Fülöp utóda, Merész Károly viszont fiúörökös nélkül halt meg, ezért lánya, Burgundi Mária hozományaként (az összes burgundi birtokkal együtt) 1477-től a Habsburg Birodalom része lett. Mária és férje, I. Miksa német-római császár unokája V. Károly egyesítette a spanyol és osztrák Habsburg birtokokat, Németalföldi képviselője viszont Mechelen városában rendezte be udvarát. Károly halála után fia, II. Fülöp hozta létre Brüsszel központtal a németalföldi tartományt. Ebben az időszakban számos spanyol földesúr érkezett a vidékre.
Fülöp vallási, gazdasági és politikai intézkedései miatt hamarosan felkelés tört ki, a tömeg katolikus templomokat támadott meg és a királynak nem volt más választása, a hadsereget küldte, hogy rendet teremtsen. 1567. augusztus 22-én Fernando Álvarez de Toledo, Alba hercege bevonult katonái élén Brüsszelbe és ezzel kezdetét vette a megtorlás.
Alba herceg első intézkedései közé tartozott, hogy létrehozott egy különleges bíróságot (Raad van Beroerten), amelynek joga volt mindenkit elítélni, aki a király ellen lázadt – még a főnemesség sem élvezett kivételt. Csapdába csalta a királlyal szemben álló nemeseket, köztük Egmont grófját és Horne grófját, akiket egy évvel később Brüsszel főterén, a Grand-Place-on lefejeztetett.
A nyolcvan évig elhúzódó konfliktus eredményeként, az 1648-ban aláírt vesztfáliai béke értelmében létrejött a független Hollandia, Brüsszel viszont a továbbra is spanyol kézen maradó Tizenhét Tartomány része maradt.
A spanyol örökösödési háború után Brüsszel az osztrák Habsburg-ágnak birtoka lett. 1695-ben XIV. Lajos francia király hadserege körbezárta és lebombázta Brüsszelt, ezt követően építették újjá, meglehetősen egységes stílusban, a Grand Place-t és környékét.
A francia forradalom során a köztársaság csapatai elfoglalták és Brüsszel 1795 – 1815 között Franciaország része volt. A napóleoni háborúk után 1815-ben megalakult az Egyesült Holland Királyság, Brüsszel a királyság déli részének volt de facto székhelye. 1830-ban kitört a forradalom, amelynek eredményeként kikiáltották a független Belgiumot és Lipót szász-coburg-gothai herceg 1831-ben az ország első királya lett.
A két világháború alatt német megszállás alá került a város. (Lásd: Belgiumi Német Császári Főkormányzóság, 1914–1918.) 1958-ban világkiállítás színhelye volt (az Atomium erre az alkalomra készült).
A belga alkotmányreformnak (az alkotmány 194. bekezdése értelmében) köszönhetően Brüsszel városa jelenleg Belgium fővárosa és a szövetségi kormány székhelye. Emellett Flandria, a francia közösség, valamint a flamand közösség és régió kormányának székhelye, illetve az itt található nagyszámú európai uniós intézménynek köszönhetően de facto Európa fővárosa is.
Az eredeti városmaghoz, amelynek központja a Grand-Place, 1853-ban csatolták a Quartier Léopold néven ismert városrészt, majd 1861-ben az Avenue Louise környékét és a Bois de la Cambre parkerdőt, végül 1921-ben a már fent említett településeket, Laekent, Neder-Over-Heembeeket és Harent.

### Az európai intézmények és Brüsszel

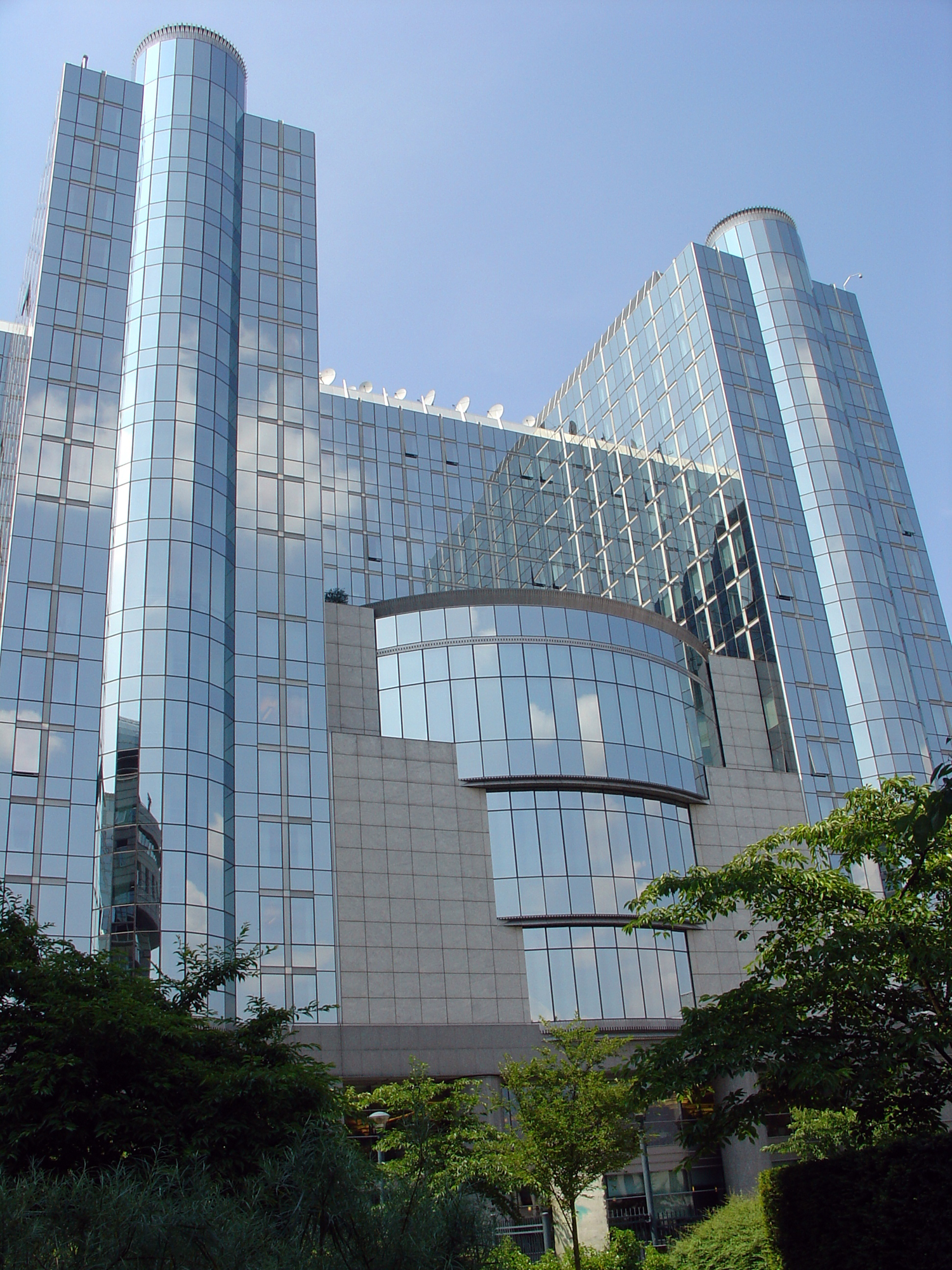
Az Európai Parlament épülete Brüsszelben

Az 1951-ben alakult Európai Szén- és Acélközösség (ESZAK) intézményeinek az alapító országok megegyezése szerint Brüsszelben lett volna a székhelyük. Azonban az akkori belga miniszterelnök (Joseph Pholien) a vallóniai iparvárost, Liège-t javasolta. A kialkudott kompromisszum értelmében az intézmények székhelye Luxembourgba került volna, itt azonban nem volt az összes képviselő befogadására alkalmas ülésterem, ezért a ESZAK parlamenti közgyűlésének székhelye az Európa Tanács strasbourgi ülésterme lett, míg az ügyvivő testületek Brüsszelben dolgoztak.
1957-ben a három európai intézmény összevonásával és a római szerződés aláírásával megalakult az Európai Gazdasági Közösség (EGK), amelynek központja Brüsszel lett, bár a pénzügyi, jogi intézmények és a Számvevőszék Luxemburgban maradt. Derek Prag brit konzervatív EP-képviselő 1989. januári jelentését követően hivatalosan is elfogadták a parlamenti működés Brüsszelbe történő részleges áthelyezését, a parlament munkájának észszerűsítése és a Bizottsághoz és az Európai Tanácshoz való fizikai közelség érdekében. Az Európai Tanács 1992-es edinburgh-i ülésén született megállapodás értelmében az Európai Parlamentnek Strasbourg a hivatalos székhelye, évi tizenkét plenáris ülést tartanak itt, míg a többi tevékenység (bizottsági és képviselőcsoporti ülések, egyéb ülések) helyszíne Brüsszel. Ezt a megállapodást hivatalosan az 1999-es amszterdami szerződés rögzítette.

### Brüsszel és a NATO

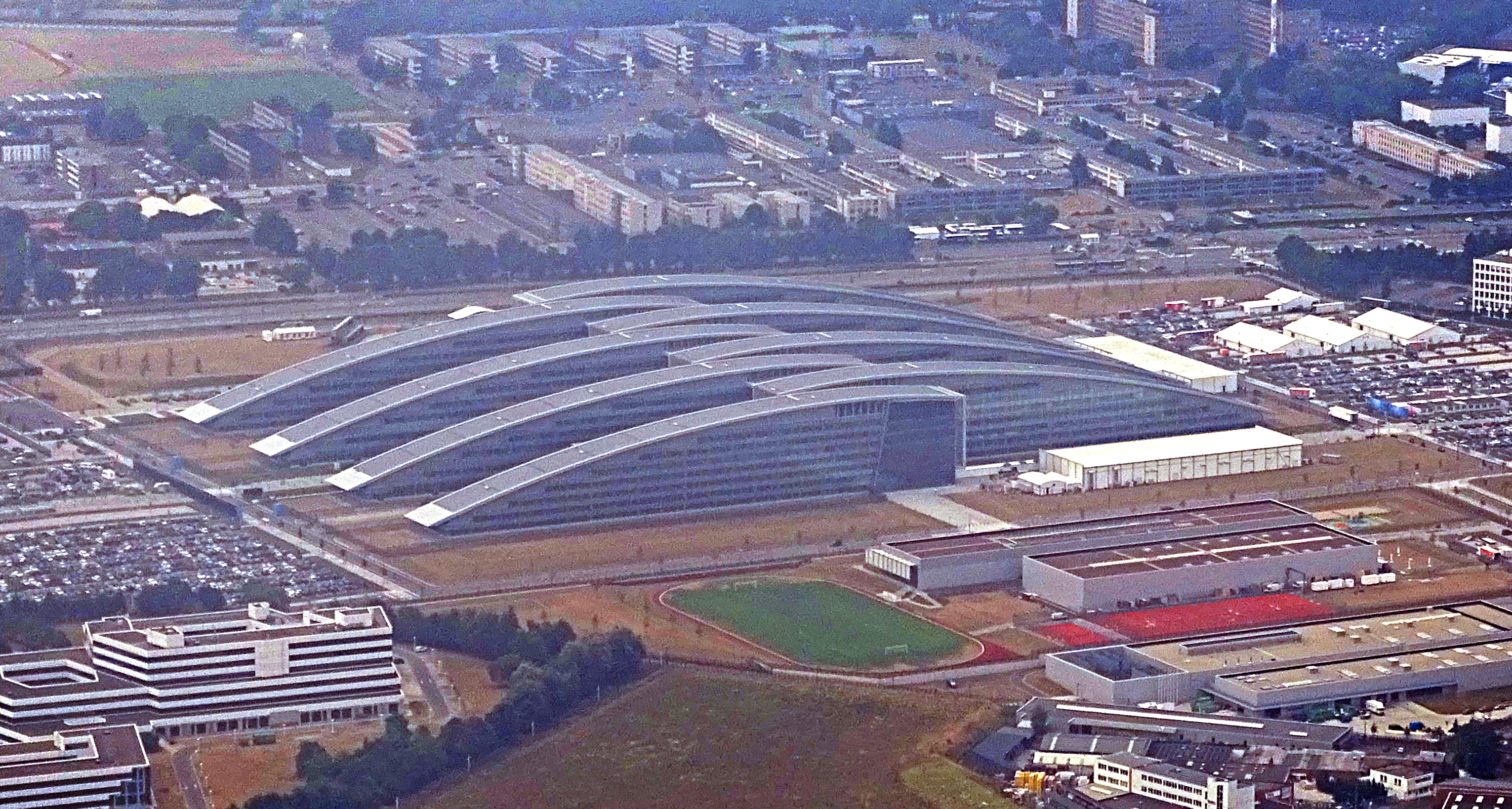
A NATO politikai központjának új épülete

A NATO katonai szövetség 1949-ben alakult meg és első központja Londonban, a 13 Belgrave Square alatt volt. A szövetség fejlődésével és a katonai-politikai funkciók kiszélesítésével egyre több helyre volt szüksége a szervezetnek, ezért egy új központot építettek Párizsban. 1952. április 16-án foglalták el a Palais de Chaillot-ban található ideiglenes főhadiszállást, majd 1960-ban átköltöztek a Porte Dauphine-nál található végleges épületbe. 1966-ban azonban Franciaország felfüggesztette tagságát a NATO katonai szervezetében, és emiatt új központot kellett keresni a szervezetnek. Ekkor költözött át a szövetség politikai tanácsa Brüsszel északi részébe, Harenbe, a Boulevard Leopold III sugárútra. Az új épületet 1967-ben fejezték be.
A hidegháború befejezésével és a szövetség szerepének megváltozásával ez a székház azonban már nem elégíti ki a szövetség igényeit, ezért 1999-ben a NATO országok állam- és kormányfői megegyeztek, hogy új székházat építenek, amelyben jobban alkalmazkodik a szervezet megváltozott struktúrájához. Ez is Brüsszelben fog felépülni, a szükséges telket 2002-ben adta át a belga állam a szövetségnek, az új épület 2016-ban készült el.
A város gazdaságát a szolgáltatóipar és a közintézmények dominálják:
- minisztériumok, nemzeti és regionális szervezetek
- Belgiumba delegált nagykövetségek és az EU mellé delegált állandó képviseletek
- a NATO központ és kiszolgáló intézményei
- az Európai Bizottság, az Európai Tanács, a régiók bizottsága, a szociális és gazdasági bizottság, az Európai Parlament és más EU-s intézmények
- nemzetközi vállalatok regionális és európai központjai
- a fentiekhez kapcsolódóan ide települt tanácsadó és jogi cégek
- a vendéglátó- és szállodaipar
- közlekedés: a metro, a közeli Zaventemben található repülőtér, stb.

Az európai intézményeknek köszönhetően számos nemzetközi cég tart még fenn állandó képviseletet Brüsszelben, ezért nagyon erős a kereslet a kiadó irodák piacán, emellett számos nemzetközi rendezvényt, kiállítást tartanak itt és a brüsszeli tőzsde révén Európa egyik pénzügyi központja is.

## Kultúra

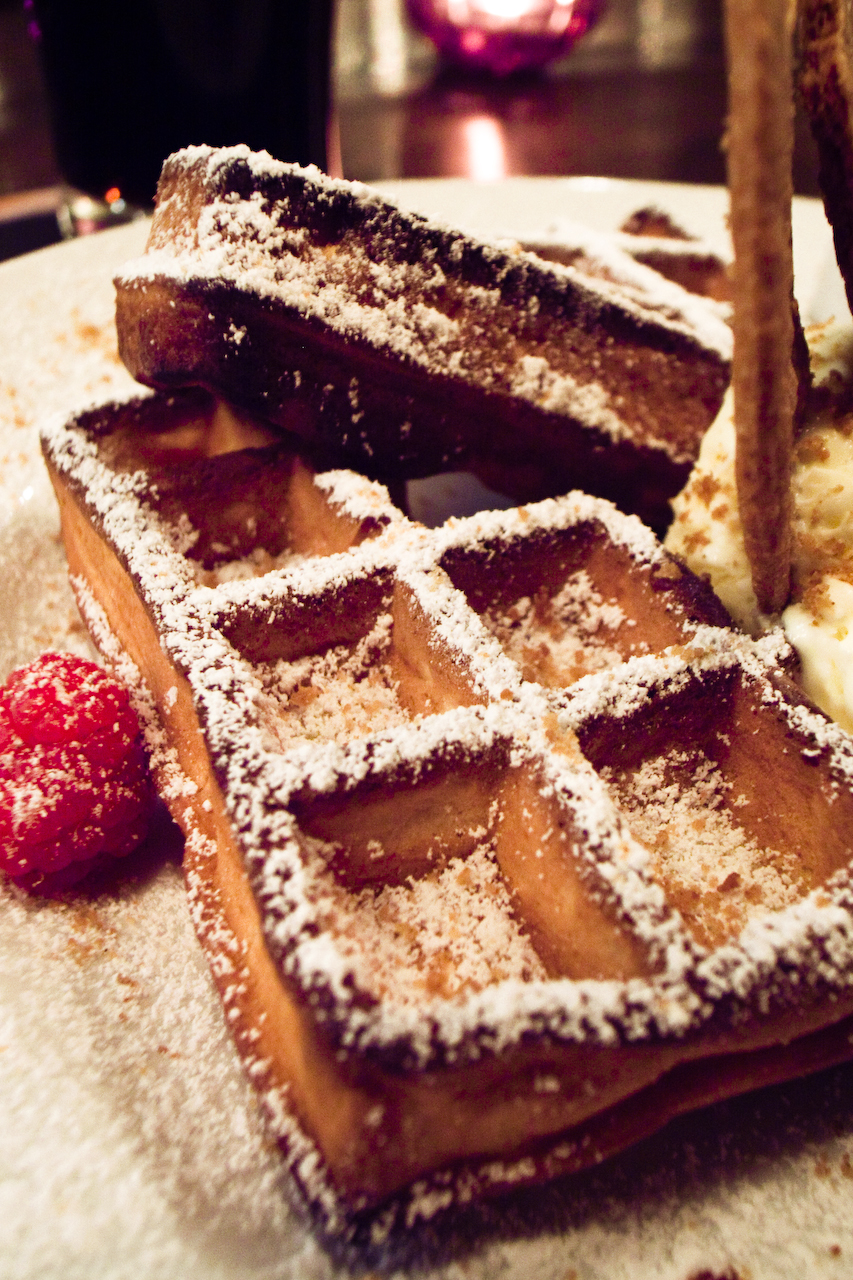
Brüsszel egyik nevezetessége – a csoki és a csipke mellett – a szinte minden utcasarkon kapható "waffel"

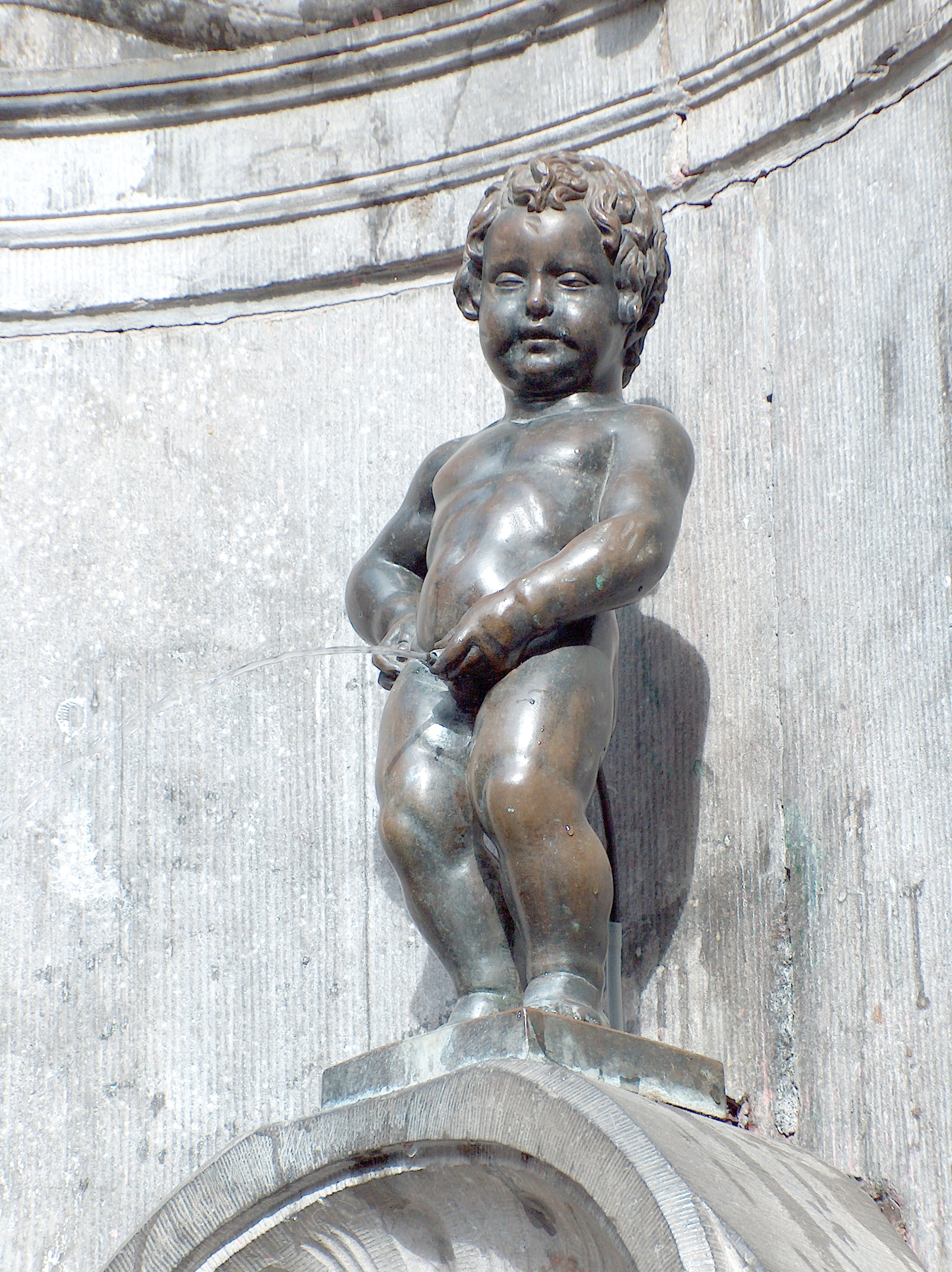
A Manneken Pis, Brüsszel egyik leghíresebb látnivalója

### Történelmi emlékek
- Grand Place/Grote Markt
- A brüsszeli városháza
- A Broodhuis, vagyis „kenyérház”

Tőzsde 1910-ben

- La Monnaie, vagyis a királyi pénzverde színháza (hollandul: Koninklijke Muntschouwburg de Munt, franciául: Théâtre Royal de la Monnaie). 1830. augusztus 25-én a francia Daniel Auber szentimentális és patrióta operaművének, „A portici némá”nak (franciául: „La Muette de Portici”) előadását követően itt robbant ki a belga szabadságharc.
- Brüsszel városfalainak maradványai,
- Jelképe a Manneken Pis (Pisilő fiúcska) 60 cm-es szobra a belvárosban a Grande Place közelében.
- Az 1958-as világkiállításra épült és nemrég teljesen felújított Atomium
- A Parc du Cinquantenaire (hollandul: Jubelpark), a belga királyság fennállásának 50. évfordulójára épített diadalív, valamint a két oldalán lévő nagy csarnokok, amelyek az 1880-as világkiállítás eredeti pavilonjainak helyettesítésére épültek.
- A gótikus építészeti stílus nagyszerű alkotása, a Szent Mihály és Szent Gudula-székesegyház
- A brüsszeli királyi palota, illetve a közelében található Parc de Bruxelles (Park van Brussel)
- Marolles/Marollen: Brüsszel egyik népszerű kerülete, ahol rendszeresen szerveznek bolhapiacot. A környéket a monumentális Brüsszeli Igazságügyi Palota (franciául:Palais de Justice, hollandul: Justitiepaleis) dominálja
- Sablon/Zavel, a régiségkereskedőknek otthont adó kerület
- Heysel park: az 1958-as világkiállításnak otthon adó terület, ma itt található az Atomium, az Europark, a hírhedt Heysel stadion (jelenlegi nevén a Balduin király stadion) és a Brussels Expo épületei[10]
- a 160 hektáros laekeni park, a Laekeni Királyi Palotával (amely a belga uralkodó hivatalos rezidenciája), a királyi üvegházzal, a japán toronnyal és a kínai pavilonnal

### Templomok
- Chapelle/Kapellekerk
- Szent Szív Nemzeti Bazilika (más nevén Koekelberg bazilika)
- a laekeni Miasszonyunk-templom
- Szent Mihály és Szent Gudula-székesegyház

### Múzeumok
- Királyi Szépművészeti Múzeum (Brüsszel), részei:
  - Szépművészeti Múzeum (15. – 18. századi műalkotások)
  - Modern Művészetek Múzeuma (19. – 20. századi alkotások)
  - a Meunier Múzeum
  - a Wiertz Múzeum
- Királyi Művészeti és Történelmi Múzeum, részei:
  - a Musée du Cinquantenaire/Jubelparkmuseum
  - a Porte de Hal/Hallepoort
  - a Japán torony
  - a Kínai pavilon
  - és a Hangszermúzeum
- Brüsszeli Városi Múzeum
- Királyi Hadtörténeti Múzeum
- az Autoworld autómúzeum
- a Belga Királyi Természettudományi Intézet
- Horta Múzeum, Victor Horta belga építész korábbi lakhelye
- a Belga Képregény Múzeuma

### Szórakozási lehetőségek
Brüsszel az európai nagyvárosokhoz hasonlóan számos szórakozási lehetőséget kínál az itt lakóknak és az ide látogatóknak, ezekből a legtöbb a Tőzsdepalota (Bourse) és a place Saint-Géry környékén található. A legfontosabb kulturális központok az Ancienne Belgique, a La Monnaie, a Beursschouwburg, illetve a Királyi Flamand Színház (Koninklijke Vlaamse Schouwburg – Théâtre Royal flamand).

## A nyelvi kérdés

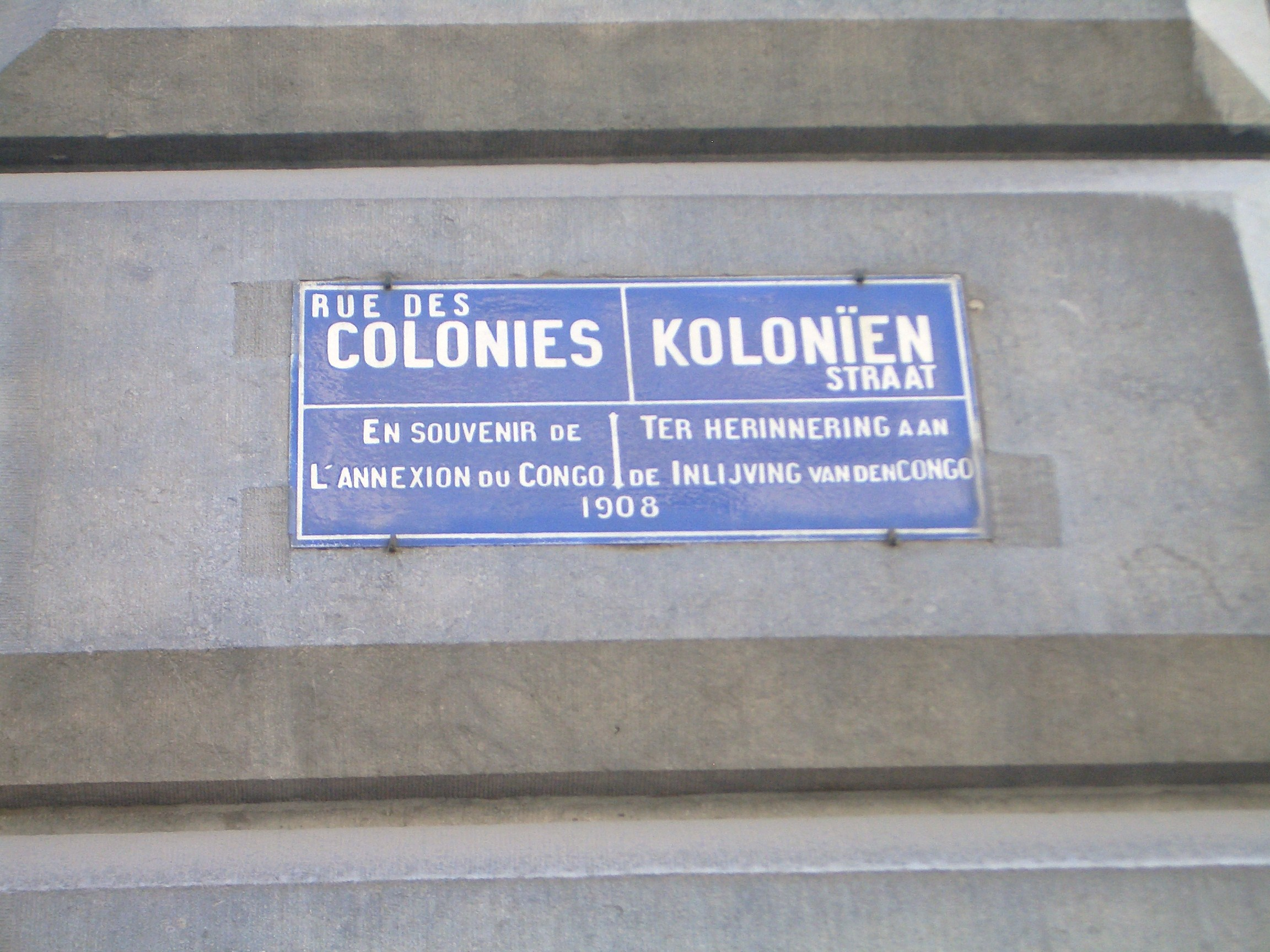
Kétnyelvű (francia-holland) utcanévtábla

Brüsszel városa, csakúgy mint a brüsszeli regió, hivatalosan kétnyelvű, vagyis a francia és a holland nyelv egyenértékűnek számít. Minden felirat két nyelven található, de Brüsszel legtöbb lakosa, belgák és külföldiek egyaránt, a franciát részesítik előnyben, amit az itt élő és idelátogató flamandok nagy problémának tartanak.
A jelenség magyarázata némileg a belga történelemre is visszavezethető: a 19. század végéig Brüsszelben szinte kizárólag flamandok laktak, de a függetlenné vált ország a déli országrész vallon politikusainak irányítása alá került, és természetesen a kialakuló közigazgatási intézményekbe is elsősorban vallonok kerültek. A folyamatot felerősítették az ide települő bevándorlók, akik elsősorban Franciaország és Belgium korábbi gyarmatairól érkeztek és szintén a franciát részesítették előnyben. Mindeközben a flamand lakosság előnyben részesítette Brüsszel külvárosait és a közelben fekvő településeket, amelyek Belgium nyelvi felosztása után a flamand nyelvterülethez tartoznak.
Az első tudományos felmérés a témáról 2000-ben készült, ezt 2005-ben megismételték és 2008-ban hozták nyilvánosságra az eredményeket. Eszerint a belga főváros lakosságának 95%-a beszéli magas vagy közepes szinten a francia nyelvet. Ez a mutató az előző felméréshez képest változatlan maradt. A hollandul (flamandul) jól beszélők száma azonban 33,29%-ról 23,23%-ra csökkent, míg az angol nyelv ismerete 33,25%-ról 35,4%-ra emelkedett. A spanyol nyelv ugyanakkor 7,39%-kal a negyedik helyre szorította az arabot (6,36%).
A hagyományos francia-holland kétnyelvűséget a brüsszeliek 95%-a természetesnek tartja a munkahelyen. A flamand függetlenség hívei Brüsszelben elenyésző kisebbségben vannak. Érdekesség, hogy a holland anyanyelvűek 92,7%-a szépnek tartja a francia nyelvet, míg a fordított arány csak feleekkora.

### Jelentős események
- minden második évben augusztusban a Grand Place-on virágkiállítás
- Zinneke Parade
- Bruksel Live (minden évben július utolsó hétvégéje)

## Politikai élet és közigazgatás

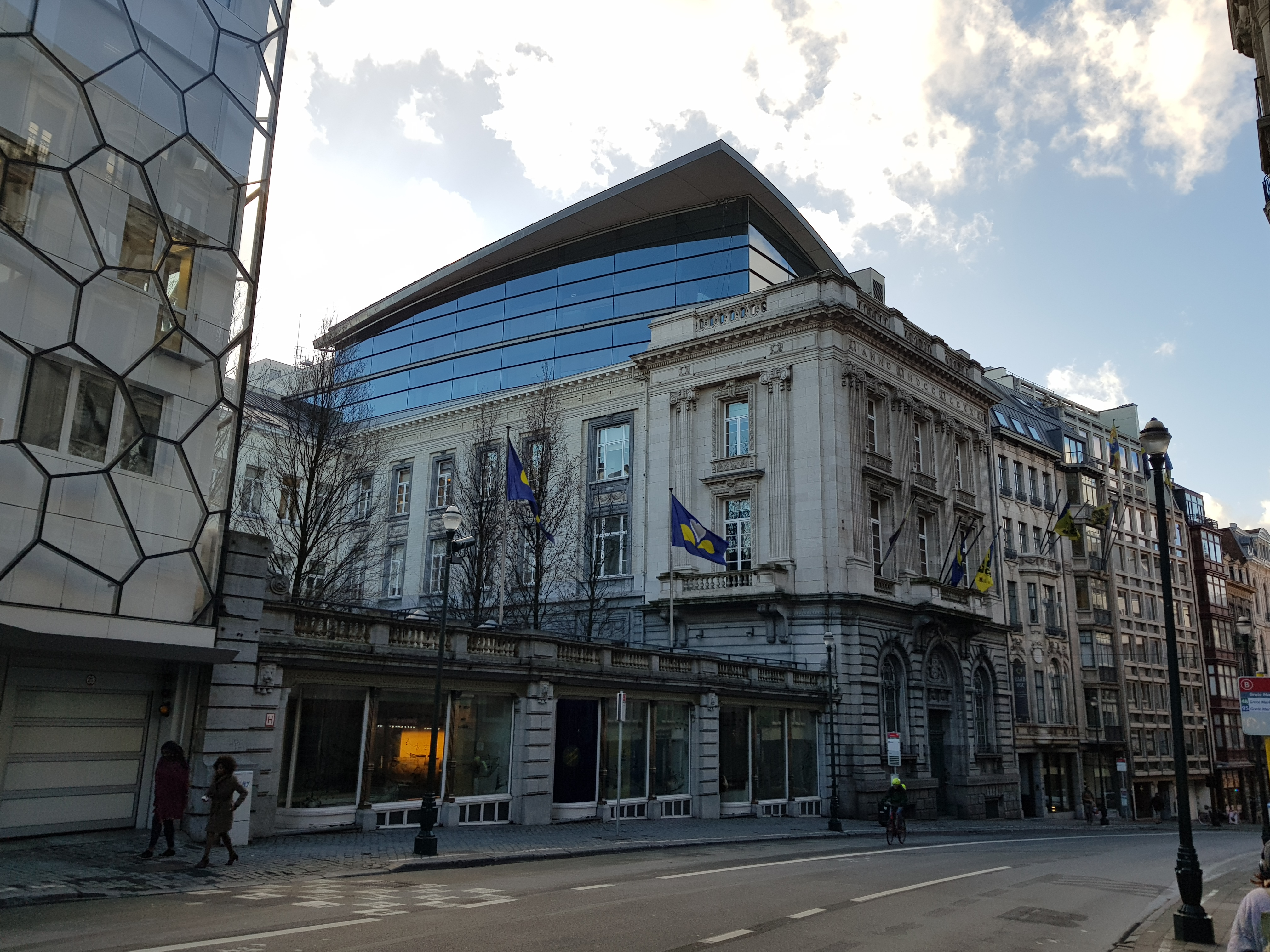
A brüsszeli régió parlamentje ebben az épületben ülésezik

### Polgármesteri hivatal és a városi képviselőtestület
A városi képviselőtestületben a következő pártok képviselői találhatók: PS, cdH (együtt a CD&V képviselőivel), valamint az sp.a-spirit-Groen! választási szövetség képviselői.
A városi tanács tagjai
| Polgármesteri hivatal és tanácsnokok | Polgármesteri hivatal és tanácsnokok |
| ------------------------------------ | --- |
| Polgármester                         | Yvan Mayeur (PS) |
| Tanácsnokok                          | Joëlle Milquet (cdH) Faouzia Hariche (PS) Philippe Close (cdH) Hamza Fassi-Fihri (cdH) Mohammed Ouriaghli (PS) Christian Ceux (cdH) Karine Lalieux (PS) Steven Vanackere (CD&V) Chantal Noël (cdH) Pascal Smet (sp.a) loco:Ahmed El Ktibi (PS) |

## Közlekedés

A brüsszeli metró térképe

Brüsszel város közlekedése szervesen illeszkedik a Brüsszel fővárosi régió közlekedési rendszerébe. A belváros jól megközelíthető autóval az R20 (kis körgyűrű) segítségével. Az R20 nyomvonala a régi brüsszeli városfal helyén vezet; emellett számos alagút segíti a közlekedést.
A városban csak a Brüsszel Central/Centraal vasútállomás található, bár könnyen megközelíthetőek a Brüsszel Midi/Zuid és a Brüsszel Nord/Noord állomások is. A Brüsszel Central/Centraal állomásról rendszeres járatok indulnak a zaventemi nemzetközi repülőtérre.
A brüsszeli metrónak négy vonala (a kelet-nyugati irányú 1-es és 5-ös, valamint a 2-es és 6-os metró, melyek nagyrészt átfedik egymást és szinte végig az R20-as "kis körgyűrű" alatt futnak) és 75 állomása van, ezek közül azonban csak néhány található Brüsszel város határain belül, mivel a metróhálózat kiterjed az egész Brüsszel fővárosi régió területére.

## Brüsszel – Európa fővárosa
Bár ezt egyik szerződés sem rögzíti hivatalosan, de Brüsszel az Európai Unió de facto fővárosa. Ennek oka, hogy itt találhatók a legfontosabb EU-s intézmények épületei, valamint számos más nemzetközi szervezet központja. Ezek közül a legfontosabbak:
- Európai Bizottság
- Az Európai Unió Tanácsa
- Európai Parlament
- Gazdasági és Szociális Bizottság
- Régiók Bizottsága
- EUROCONTROL
- Európai Védelmi Ügynökség
- Versenyképességi és Innovációs Végrehajtó Ügynökség

A legtöbb EU-s intézmény székhelye a Leopold-negyednek (hollandul: Leopoldswijk, franciául: Quartier Léopold) vagy Európai negyednek nevezett kerületben található, mint pl. a Berlaymont-épület (Bizottság), a Justus Lipsius-épület (Tanács), a Madou-torony, a Charlemagne-épület (Bizottság).

## Testvérvárosok

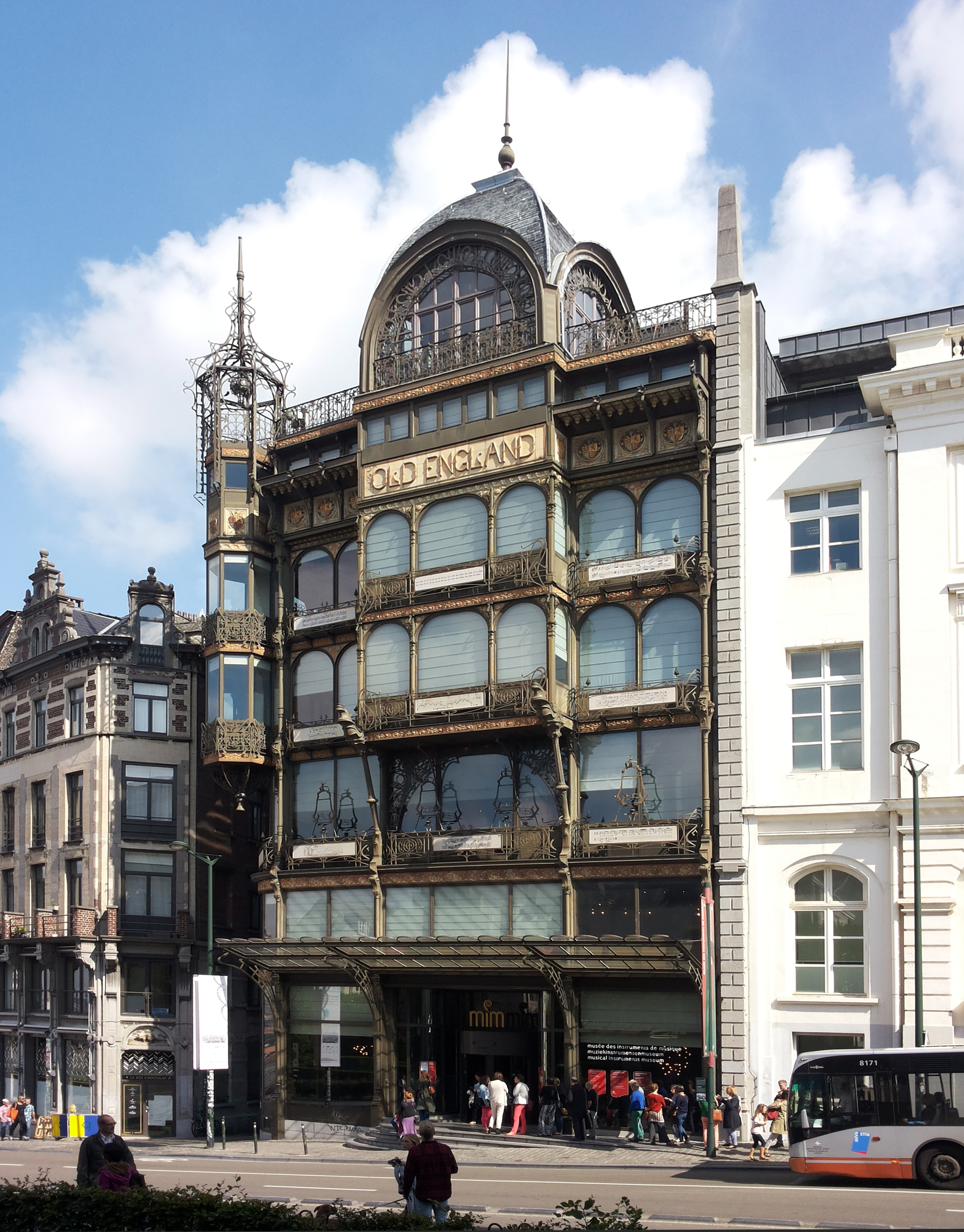
Az egykori Old England áruház, ma Hangszermúzeum

- Kinshasa (Kongói Demokratikus Köztársaság)
- Amszterdam (Hollandia)
- Peking (Kína)
- Makaó (Kína)
- Berlin (Németország)
- Párizs (Franciaország)
- Prága (Csehország) (2003)
- Tirana (Albánia)
- Szarajevó, Bosznia-Hercegovina
- Washington, Amerikai Egyesült Államok
- Atlanta, Amerikai Egyesült Államok
- Bonn, Németország
- Brazíliaváros, Brazília
- Kijev, Ukrajna
- Kuala Lumpur, Malajzia
- Marseille, Franciaország
- Moszkva, Oroszország

## Demográfiai változások

### 19. század
| Év                                  | 1806   | 1816   | 1830   | 1846    | 1856    | 1866    | 1876    | 1880    | 1890    |
| ----------------------------------- | ------ | ------ | ------ | ------- | ------- | ------- | ------- | ------- | ------- |
| Lakosság                            | 73.928 | 76.969 | 98.279 | 123.874 | 152.828 | 157.905 | 161.816 | 162.498 | 176.138 |
| Népszámlálási adatok december 31-én |        |        |        |         |         |         |         |         |         |

- 1853: A Leopold-negyed (Leopoldswijk, Quartier Léopold) csatlakozása
- 1864: Az Avenue Louise környékének idecsatolása

### 20. század az önkormányzati reformokig (1977)
| Év                                  | 1900    | 1910    | 1920    | 1930    | 1947    | 1961    | 1970    | 1976    |
| ----------------------------------- | ------- | ------- | ------- | ------- | ------- | ------- | ------- | ------- |
| Lakosság                            | 183.686 | 177.078 | 154.801 | 200.433 | 184.838 | 170.489 | 161.080 | 152.850 |
| Népszámlálási adatok december 31-én |         |         |         |         |         |         |         |         |

- 1921: Haren, Laken és Neder-Over-Heembeek csatlakozása

### Az önkormányzati reformok alapján
| Év                                              | 1977    | 1980    | 1985    | 1990    | 1995    | 2000    | 2005    |
| ----------------------------------------------- | ------- | ------- | ------- | ------- | ------- | ------- | ------- |
| Lakosság                                        | 152.850 | 143.957 | 136.569 | 136.706 | 135.681 | 133.859 | 142.853 |
| Népszámlálási adatok január 1-jén – Forrás: NIS |         |         |         |         |         |         |         |

## Kik az igazi brüsszeliek?
A város és a régió nemzetközi jellege, az itt élő és ide települő vallonok, flamandok, bevándorlók és külföldiek miatt ma már szinte teljesen eltűntek Brüsszel eredeti lakosai (hollandul: echte Brusselaars). Olyannyira ritkák, hogy külön kifejezések vonatkoznak rájuk: például a „Ketje” olyan brüsszeli lakos, akinek a szülei is itt laktak, míg a „Zinneke” szintén itt született, de csak az egyik szülője volt „Ketje”. A brüsszeliek legfőbb megkülönböztető jegye a nyelv, amely a holland nyelv brabanti nyelvjárása. Legfeltűnőbb vonása, hogy számos francia, illetve francia kiejtésű angol szót vett át. A nyelvjárás a középkori, óholland nyelv egyik változatából, a "Diets"-ből alakult ki. Szintén hasonlóan jellegzetes a brüsszeli francia dialektus, amely számos szót kölcsönzött az angolból és a flamandból.

## A város szülöttei
- Lucas Achtschellinck, flamand tájképfestő
- I. Albert belga király
- II. Albert belga király
- II. Lipót belga király (1865–1909)
- III. Lipót belga király
- Brian Molko A Placebo nevű brit együttes énekese
- Ludwig-Engelbert von Arenberg, Arenberg hercege
- Jacques d'Arthois, flamand tájképfestő
- Thierry Boutsen, flamand autóversenyző
- I. Mária burgundi hercegnő
- Clemens August I. von Bayern, kölni érsek
- Joséphine Charlotte von Belgien, Henri luxemburgi nagyherceg édesanyja